# 2023-as NBA-Kupa
A 2023-as NBA-Kupa az első kieséses torna a National Basketball Association történetében, a 2023–2024-es szezon közben. A liga összes csapata részt vett a tornán, hat csoportra osztva, főcsoportonként három-háromba. A csoportkörben lejátszott mérkőzések számítottak egyben a csapatok teljesítményébe a liga alapszakaszában is, míg az elődöntőt és a döntőt külön játszották, a Las Vegas-i T-Mobile Arenában.

## Sorsolás
A csoportokat 2023. július 8-án sorsolták. Főcsoportonként öt kalapba lettek osztva a csapatok, előző szezoni teljesítményük alapján.

### Kalapok
| Kalap | #  | Csapat                 | Teljesítmény | Teljesítmény |
| Kalap | #  | Csapat                 | Gy           | V            |
| ----- | -- | ---------------------- | ------------ | ------------ |
| 1     | 1  | Denver Nuggets         | 53           | 29           |
| 1     | 2  | Memphis Grizzlies      | 51           | 31           |
| 1     | 3  | Sacramento Kings       | 48           | 34           |
| 2     | 4  | Phoenix Suns           | 45           | 37           |
| 2     | 5  | Los Angeles Clippers   | 44           | 38           |
| 2     | 6  | Golden State Warriors  | 44           | 38           |
| 3     | 7  | Los Angeles Lakers     | 43           | 39           |
| 3     | 8  | Minnesota Timberwolves | 42           | 40           |
| 3     | 9  | New Orleans Pelicans   | 42           | 40           |
| 4     | 10 | Oklahoma City Thunder  | 40           | 42           |
| 4     | 11 | Dallas Mavericks       | 38           | 44           |
| 4     | 12 | Utah Jazz              | 37           | 45           |
| 5     | 13 | Portland Trail Blazers | 33           | 49           |
| 5     | 14 | Houston Rockets        | 22           | 60           |
| 5     | 15 | San Antonio Spurs      | 22           | 60           |

| Kalap | #  | Csapat              | Teljesítmény | Teljesítmény |
| Kalap | #  | Csapat              | Gy           | V            |
| ----- | -- | ------------------- | ------------ | ------------ |
| 1     | 1  | Milwaukee Bucks     | 58           | 24           |
| 1     | 2  | Boston Celtics      | 57           | 25           |
| 1     | 3  | Philadelphia 76ers  | 54           | 28           |
| 2     | 4  | Cleveland Cavaliers | 51           | 31           |
| 2     | 5  | New York Knicks     | 47           | 35           |
| 2     | 6  | Brooklyn Nets       | 45           | 37           |
| 3     | 7  | Miami Heat          | 44           | 38           |
| 3     | 8  | Atlanta Hawks       | 41           | 41           |
| 3     | 9  | Toronto Raptors     | 41           | 41           |
| 4     | 10 | Chicago Bulls       | 40           | 42           |
| 4     | 11 | Indiana Pacers      | 35           | 47           |
| 4     | 12 | Washington Wizards  | 35           | 47           |
| 5     | 13 | Orlando Magic       | 34           | 48           |
| 5     | 14 | Charlotte Hornets   | 27           | 55           |
| 5     | 15 | Detroit Pistons     | 17           | 65           |

### Sorsolás eredménye
| A csoport                                                                                                | B csoport | C csoport |
| --- | --- | --- |
| Memphis Grizzlies (2) Phoenix Suns (4) Los Angeles Lakers (7) Utah Jazz (12) Portland Trail Blazers (13) | Denver Nuggets (1) Los Angeles Clippers (5) New Orleans Pelicans (9) Dallas Mavericks (11) Houston Rockets (14) | Sacramento Kings (3) Golden State Warriors (6) Minnesota Timberwolves (8) Oklahoma City Thunder (10) San Antonio Spurs (15) |

| A csoport                                                                                                 | B csoport                                                                                             | C csoport                                                                                      |
| --- | --- | ---------------------------------------------------------------------------------------------- |
| Philadelphia 76ers (3) Cleveland Cavaliers (4) Atlanta Hawks (8) Indiana Pacers (11) Detroit Pistons (15) | Milwaukee Bucks (1) New York Knicks (5) Miami Heat (7) Washington Wizards (12) Charlotte Hornets (14) | Boston Celtics (2) Brooklyn Nets (6) Toronto Raptors (9) Chicago Bulls (10) Orlando Magic (13) |

## Csoportkör
Mindkét főcsoportot három csoportra osztották. A november 3. és november 28. között kedden, illetve pénteken játszott alapszakasz-mérkőzések számítanak a csapatok eredményei közé a kupában.

### Sorrend meghatározása
Abban az esetben, ha legalább két csapat azonos teljesítménnyel zárja a csoportkört:
- az azonos teljesítménnyel rendelkező csapatok egymás elleni eredményei
- az azonos teljesítménnyel rendelkező csapatok pontkülönbsége
- az azonos teljesítménnyel rendelkező csapatok szerzett pontjai a csoportkörben
- az azonos teljesítménnyel rendelkező csapatok teljesítménye a 2022–2023-as szezon közben
- véletlen sorsolás az azonos teljesítménnyel rendelkező csapatok között

### Keleti A csoport
| Hely. | Csapat              | M | Gy | V | P+  | P–  | Pk  | Továbbjutás                                |         | IND            | CLE     | PHI     | ATL     | DET     |
| ----- | ------------------- | - | -- | - | --- | --- | --- | ------------------------------------------ | ------- | -------------- | ------- | ------- | ------- | ------- |
| 1.    | Indiana Pacers      | 4 | 4  | 0 | 546 | 507 | +39 | Továbbjutott az egyenes kieséses szakaszba |         | —              | 121–116 | —       | —       | 113–136 |
| 2.    | Cleveland Cavaliers | 4 | 3  | 1 | 474 | 445 | +29 |                                            |         | —              | —       | —       | 128–105 | 108–100 |
| 3.    | Philadelphia 76ers  | 4 | 2  | 2 | 485 | 476 | +9  |                                            | 126–132 | 119–122 (h.u.) | —       | —       | —       |         |
| 4.    | Atlanta Hawks       | 4 | 1  | 3 | 499 | 531 | −32 |                                            | 152–157 | —              | 116–126 | —       | —       |         |
| 5.    | Detroit Pistons     | 4 | 0  | 4 | 439 | 484 | −45 |                                            | —       | —              | 106–114 | 120–126 | —       |         |

Minden időpont Eastern Time Zone szerint
| 2023. november 3. 19:00 | Cleveland Cavaliers                      | 116–121   | Indiana Pacers       | Gainbridge Fieldhouse, Indianapolis Nézőszám: 16 744 Játékvezetők: Brian Forte, Brent Barnaky, Suyash Mehta |
| 2023. november 3. 19:00 | (26–36, 27–34, 34–18, 29–33) Jegyzőkönyv |           |                      | Gainbridge Fieldhouse, Indianapolis Nézőszám: 16 744 Játékvezetők: Brian Forte, Brent Barnaky, Suyash Mehta |
| 2023. november 3. 19:00 | Donovan Mitchell 38                      | Pont      | Myles Turner 27      | Gainbridge Fieldhouse, Indianapolis Nézőszám: 16 744 Játékvezetők: Brian Forte, Brent Barnaky, Suyash Mehta |
| 2023. november 3. 19:00 | Evan Mobley 10                           | Lepattanó | Myles Turner 9       | Gainbridge Fieldhouse, Indianapolis Nézőszám: 16 744 Játékvezetők: Brian Forte, Brent Barnaky, Suyash Mehta |
| 2023. november 3. 19:00 | Donovan Mitchell 9                       | Gólpassz  | Tyrese Haliburton 13 | Gainbridge Fieldhouse, Indianapolis Nézőszám: 16 744 Játékvezetők: Brian Forte, Brent Barnaky, Suyash Mehta |

| 2023. november 10. 19:00 | Philadelphia 76ers                       | 114–106   | Detroit Pistons   | Little Caesars Arena, Detroit Nézőszám: 18 902 Játékvezetők: Tony Brothers, Justin Van Duyne, Marat Kogut |
| 2023. november 10. 19:00 | (21–33, 27–23, 35–21, 31–29) Jegyzőkönyv |           |                   | Little Caesars Arena, Detroit Nézőszám: 18 902 Játékvezetők: Tony Brothers, Justin Van Duyne, Marat Kogut |
| 2023. november 10. 19:00 | Joel Embiid 33                           | Pont      | Killian Hayes 23  | Little Caesars Arena, Detroit Nézőszám: 18 902 Játékvezetők: Tony Brothers, Justin Van Duyne, Marat Kogut |
| 2023. november 10. 19:00 | Joel Embiid 16                           | Lepattanó | Ausar Thompson 12 | Little Caesars Arena, Detroit Nézőszám: 18 902 Játékvezetők: Tony Brothers, Justin Van Duyne, Marat Kogut |
| 2023. november 10. 19:00 | Tyrese Maxey 10                          | Gólpassz  | Cade Cunningham 7 | Little Caesars Arena, Detroit Nézőszám: 18 902 Játékvezetők: Tony Brothers, Justin Van Duyne, Marat Kogut |

| 2023. november 14. 19:00 | Atlanta Hawks                            | 126–120   | Detroit Pistons      | Little Caesars Arena, Detroit Nézőszám: 16 963 Játékvezetők: Karl Lane, Nick Buchert, Robert Hussey |
| 2023. november 14. 19:00 | (38–29, 26–31, 33–31, 29–29) Jegyzőkönyv |           |                      | Little Caesars Arena, Detroit Nézőszám: 16 963 Játékvezetők: Karl Lane, Nick Buchert, Robert Hussey |
| 2023. november 14. 19:00 | Dejounte Murray 32                       | Pont      | Marvin Bagley III 22 | Little Caesars Arena, Detroit Nézőszám: 16 963 Játékvezetők: Karl Lane, Nick Buchert, Robert Hussey |
| 2023. november 14. 19:00 | Onyeka Okongwu 9                         | Lepattanó | Marvin Bagley III 10 | Little Caesars Arena, Detroit Nézőszám: 16 963 Játékvezetők: Karl Lane, Nick Buchert, Robert Hussey |
| 2023. november 14. 19:00 | Dejounte Murray 9                        | Gólpassz  | Cade Cunningham 12   | Little Caesars Arena, Detroit Nézőszám: 16 963 Játékvezetők: Karl Lane, Nick Buchert, Robert Hussey |

| 2023. november 14. 19:00 | Indiana Pacers                           | 132–126   | Philadelphia 76ers | Wells Fargo Center, Philadelphia Nézőszám: 19 774 Játékvezetők: Courtney Kirkland, Jason Goldenberg, Scott Wall |
| 2023. november 14. 19:00 | (36–30, 27–24, 32–40, 37–32) Jegyzőkönyv |           |                    | Wells Fargo Center, Philadelphia Nézőszám: 19 774 Játékvezetők: Courtney Kirkland, Jason Goldenberg, Scott Wall |
| 2023. november 14. 19:00 | Tyrese Haliburton 33                     | Pont      | Joel Embiid 39     | Wells Fargo Center, Philadelphia Nézőszám: 19 774 Játékvezetők: Courtney Kirkland, Jason Goldenberg, Scott Wall |
| 2023. november 14. 19:00 | Isaiah Jackson 9                         | Lepattanó | Joel Embiid 12     | Wells Fargo Center, Philadelphia Nézőszám: 19 774 Játékvezetők: Courtney Kirkland, Jason Goldenberg, Scott Wall |
| 2023. november 14. 19:00 | Tyrese Haliburton 15                     | Gólpassz  | Joel Embiid 6      | Wells Fargo Center, Philadelphia Nézőszám: 19 774 Játékvezetők: Courtney Kirkland, Jason Goldenberg, Scott Wall |

| 2023. november 17. 19:30 | Philadelphia 76ers                       | 126–116   | Atlanta Hawks   | State Farm Arena, Atlanta Nézőszám: 17 067 Játékvezetők: Ben Taylor, Aaron Smith, Andy Nagy |
| 2023. november 17. 19:30 | (30–24, 27–32, 37–31, 32–29) Jegyzőkönyv |           |                 | State Farm Arena, Atlanta Nézőszám: 17 067 Játékvezetők: Ben Taylor, Aaron Smith, Andy Nagy |
| 2023. november 17. 19:30 | Joel Embiid 32                           | Pont      | Trae Young 22   | State Farm Arena, Atlanta Nézőszám: 17 067 Játékvezetők: Ben Taylor, Aaron Smith, Andy Nagy |
| 2023. november 17. 19:30 | Tobias Harris 10                         | Lepattanó | Clint Capela 11 | State Farm Arena, Atlanta Nézőszám: 17 067 Játékvezetők: Ben Taylor, Aaron Smith, Andy Nagy |
| 2023. november 17. 19:30 | Embiid, Maxey 8                          | Gólpassz  | Trae Young 13   | State Farm Arena, Atlanta Nézőszám: 17 067 Játékvezetők: Ben Taylor, Aaron Smith, Andy Nagy |

| 2023. november 17. 19:30 | Detroit Pistons                          | 100–108   | Cleveland Cavaliers | Rocket Mortgage FieldHouse, Cleveland Nézőszám: 19 432 Játékvezetők: Ed Malloy, Sean Corbin, Jenna Schroeder |
| 2023. november 17. 19:30 | (26–35, 19–24, 28–21, 27–28) Jegyzőkönyv |           |                     | Rocket Mortgage FieldHouse, Cleveland Nézőszám: 19 432 Játékvezetők: Ed Malloy, Sean Corbin, Jenna Schroeder |
| 2023. november 17. 19:30 | Cade Cunningham 20                       | Pont      | Darius Garland 28   | Rocket Mortgage FieldHouse, Cleveland Nézőszám: 19 432 Játékvezetők: Ed Malloy, Sean Corbin, Jenna Schroeder |
| 2023. november 17. 19:30 | Kevin Knox II 11                         | Lepattanó | Evan Mobley 10      | Rocket Mortgage FieldHouse, Cleveland Nézőszám: 19 432 Játékvezetők: Ed Malloy, Sean Corbin, Jenna Schroeder |
| 2023. november 17. 19:30 | Cade Cunningham 8                        | Gólpassz  | Mobley, Porter 5    | Rocket Mortgage FieldHouse, Cleveland Nézőszám: 19 432 Játékvezetők: Ed Malloy, Sean Corbin, Jenna Schroeder |

| 2023. november 21. 19:30 | Indiana Pacers                           | 157–152   | Atlanta Hawks | State Farm Arena, Atlanta Nézőszám: 17 162 Játékvezetők: Jacyn Goble, Eric Dalen, Lauren Holtkamp |
| 2023. november 21. 19:30 | (34–40, 39–46, 46–28, 38–38) Jegyzőkönyv |           |               | State Farm Arena, Atlanta Nézőszám: 17 162 Játékvezetők: Jacyn Goble, Eric Dalen, Lauren Holtkamp |
| 2023. november 21. 19:30 | Tyrese Haliburton 37                     | Pont      | Trae Young 38 | State Farm Arena, Atlanta Nézőszám: 17 162 Játékvezetők: Jacyn Goble, Eric Dalen, Lauren Holtkamp |
| 2023. november 21. 19:30 | Myles Turner 9                           | Lepattanó | Saddiq Bey 10 | State Farm Arena, Atlanta Nézőszám: 17 162 Játékvezetők: Jacyn Goble, Eric Dalen, Lauren Holtkamp |
| 2023. november 21. 19:30 | Tyrese Haliburton 16                     | Gólpassz  | Trae Young 8  | State Farm Arena, Atlanta Nézőszám: 17 162 Játékvezetők: Jacyn Goble, Eric Dalen, Lauren Holtkamp |

| 2023. november 21. 19:30 | Cleveland Cavaliers                            | –         | Philadelphia 76ers | Wells Fargo Center, Philadelphia Nézőszám: 20 565 Játékvezetők: Mark Lindsay, Natalie Sago, Matt Myers |
| 2023. november 21. 19:30 | (27–24, 38–29, 23–26, 22–31, 12–9) Jegyzőkönyv |           |                    | Wells Fargo Center, Philadelphia Nézőszám: 20 565 Játékvezetők: Mark Lindsay, Natalie Sago, Matt Myers |
| 2023. november 21. 19:30 | Darius Garland 32                              | Pont      | Joel Embiid 32     | Wells Fargo Center, Philadelphia Nézőszám: 20 565 Játékvezetők: Mark Lindsay, Natalie Sago, Matt Myers |
| 2023. november 21. 19:30 | Jarrett Allen 13                               | Lepattanó | Joel Embiid 13     | Wells Fargo Center, Philadelphia Nézőszám: 20 565 Játékvezetők: Mark Lindsay, Natalie Sago, Matt Myers |
| 2023. november 21. 19:30 | Craig Porter Jr. 9                             | Gólpassz  | Tyrese Maxey 6     | Wells Fargo Center, Philadelphia Nézőszám: 20 565 Játékvezetők: Mark Lindsay, Natalie Sago, Matt Myers |

| 2023. november 24. 20:00 | Detroit Pistons                          | 113–136   | Indiana Pacers       | Gainbridge Fieldhouse, Indianapolis Nézőszám: 17 274 Játékvezetők: Tyler Ford, Brett Nansel, Phenizee Ransom |
| 2023. november 24. 20:00 | (26–33, 37–28, 33–36, 17–39) Jegyzőkönyv |           |                      | Gainbridge Fieldhouse, Indianapolis Nézőszám: 17 274 Játékvezetők: Tyler Ford, Brett Nansel, Phenizee Ransom |
| 2023. november 24. 20:00 | Cade Cunningham 31                       | Pont      | Tyrese Haliburton 26 | Gainbridge Fieldhouse, Indianapolis Nézőszám: 17 274 Játékvezetők: Tyler Ford, Brett Nansel, Phenizee Ransom |
| 2023. november 24. 20:00 | Jalen Duren 13                           | Lepattanó | Myles Turner 10      | Gainbridge Fieldhouse, Indianapolis Nézőszám: 17 274 Játékvezetők: Tyler Ford, Brett Nansel, Phenizee Ransom |
| 2023. november 24. 20:00 | Cade Cunningham 5                        | Gólpassz  | Tyrese Haliburton 10 | Gainbridge Fieldhouse, Indianapolis Nézőszám: 17 274 Játékvezetők: Tyler Ford, Brett Nansel, Phenizee Ransom |

| 2023. november 28. 19:30 | Atlanta Hawks                            | 105–128   | Cleveland Cavaliers | Rocket Mortgage FieldHouse, Cleveland Nézőszám: 19 432 Játékvezetők: Zach Zarba, Andy Nagy, Phenizee Ransom |
| 2023. november 28. 19:30 | (33–29, 28–35, 29–38, 15–26) Jegyzőkönyv |           |                     | Rocket Mortgage FieldHouse, Cleveland Nézőszám: 19 432 Játékvezetők: Zach Zarba, Andy Nagy, Phenizee Ransom |
| 2023. november 28. 19:30 | Bogdanović, Hunter 18                    | Pont      | Donovan Mitchell 40 | Rocket Mortgage FieldHouse, Cleveland Nézőszám: 19 432 Játékvezetők: Zach Zarba, Andy Nagy, Phenizee Ransom |
| 2023. november 28. 19:30 | Capela, Okongwu 9                        | Lepattanó | Evan Mobley 19      | Rocket Mortgage FieldHouse, Cleveland Nézőszám: 19 432 Játékvezetők: Zach Zarba, Andy Nagy, Phenizee Ransom |
| 2023. november 28. 19:30 | Trae Young 10                            | Gólpassz  | Darius Garland 8    | Rocket Mortgage FieldHouse, Cleveland Nézőszám: 19 432 Játékvezetők: Zach Zarba, Andy Nagy, Phenizee Ransom |

### Keleti B csoport
| Hely. | Csapat             | M | Gy | V | P+  | P–  | Pk  | Továbbjutás                                |        | MIL     | NYK     | MIA     | CHA    | WAS     |
| ----- | ------------------ | - | -- | - | --- | --- | --- | ------------------------------------------ | ------ | ------- | ------- | ------- | ------ | ------- |
| 1.    | Milwaukee Bucks    | 4 | 4  | 0 | 502 | 456 | +46 | Továbbjutott az egyenes kieséses szakaszba |        | —       | 110–105 | —       | —      | 131–128 |
| 2.    | New York Knicks    | 4 | 3  | 1 | 440 | 398 | +42 | Továbbjutott az egyenes kieséses szakaszba |        | —       | —       | 100–98  | 115–91 | —       |
| 3.    | Miami Heat         | 4 | 2  | 2 | 454 | 450 | +4  |                                            |        | 124–131 | —       | —       | —      | 121–114 |
| 4.    | Charlotte Hornets  | 4 | 1  | 3 | 419 | 473 | −54 |                                            | 99–130 | —       | 105–111 | —       | —      |         |
| 5.    | Washington Wizards | 4 | 0  | 4 | 458 | 496 | −38 |                                            | —      | 99–120  | —       | 117–124 | —      |         |

Minden időpont Eastern Time Zone szerint
| 2023. november 3. 19:30 | New York Knicks                          | 105–110   | Milwaukee Bucks       | Fiserv Forum, Milwaukee Nézőszám: 17 717 Játékvezetők: James Williams, Tyler Ford, Derek Richardson |
| 2023. november 3. 19:30 | (25–21, 21–35, 30–26, 29–28) Jegyzőkönyv |           |                       | Fiserv Forum, Milwaukee Nézőszám: 17 717 Játékvezetők: James Williams, Tyler Ford, Derek Richardson |
| 2023. november 3. 19:30 | Jalen Brunson 45                         | Pont      | Damian Lillard 30     | Fiserv Forum, Milwaukee Nézőszám: 17 717 Játékvezetők: James Williams, Tyler Ford, Derek Richardson |
| 2023. november 3. 19:30 | Mitchell Robinson 15                     | Lepattanó | Khris Middleton 9     | Fiserv Forum, Milwaukee Nézőszám: 17 717 Játékvezetők: James Williams, Tyler Ford, Derek Richardson |
| 2023. november 3. 19:30 | Hart, Randle 5                           | Gólpassz  | Jánisz Antetokúnmpo 6 | Fiserv Forum, Milwaukee Nézőszám: 17 717 Játékvezetők: James Williams, Tyler Ford, Derek Richardson |

| 2023. november 3. 20:00 | Washington Wizards                       | 114–121   | Miami Heat     | Kaseya Center, Miami Nézőszám: 19 660 Játékvezetők: Zach Zarba, Sean Corbin, John Conley |
| 2023. november 3. 20:00 | (34–34, 20–26, 27–41, 33–20) Jegyzőkönyv |           |                | Kaseya Center, Miami Nézőszám: 19 660 Játékvezetők: Zach Zarba, Sean Corbin, John Conley |
| 2023. november 3. 20:00 | Kyle Kuzma 22                            | Pont      | Tyler Herro 24 | Kaseya Center, Miami Nézőszám: 19 660 Játékvezetők: Zach Zarba, Sean Corbin, John Conley |
| 2023. november 3. 20:00 | Daniel Gafford 5                         | Lepattanó | Tyler Herro 11 | Kaseya Center, Miami Nézőszám: 19 660 Játékvezetők: Zach Zarba, Sean Corbin, John Conley |
| 2023. november 3. 20:00 | Jordan Poole 6                           | Gólpassz  | Tyler Herro 9  | Kaseya Center, Miami Nézőszám: 19 660 Játékvezetők: Zach Zarba, Sean Corbin, John Conley |

| 2023. november 10. 19:00 | Charlotte Hornets                        | 124–117   | Washington Wizards | Capital One Arena, Washington Nézőszám: 17 602 Játékvezetők: Curtis Blair, Phenizee Ransom, Leon Wood |
| 2023. november 10. 19:00 | (22–27, 35–36, 31–34, 36–20) Jegyzőkönyv |           |                    | Capital One Arena, Washington Nézőszám: 17 602 Játékvezetők: Curtis Blair, Phenizee Ransom, Leon Wood |
| 2023. november 10. 19:00 | Gordon Hayward 27                        | Pont      | Kyle Kuzma 17      | Capital One Arena, Washington Nézőszám: 17 602 Játékvezetők: Curtis Blair, Phenizee Ransom, Leon Wood |
| 2023. november 10. 19:00 | Mark Williams 20                         | Lepattanó | Daniel Gafford 8   | Capital One Arena, Washington Nézőszám: 17 602 Játékvezetők: Curtis Blair, Phenizee Ransom, Leon Wood |
| 2023. november 10. 19:00 | Gordon Hayward 9                         | Gólpassz  | Jordan Poole 6     | Capital One Arena, Washington Nézőszám: 17 602 Játékvezetők: Curtis Blair, Phenizee Ransom, Leon Wood |

| 2023. november 14. 19:00 | Miami Heat                               | 111–105   | Charlotte Hornets   | Spectrum Center, Charlotte Nézőszám: 15 673 Játékvezetők: Zach Zarba, Dedric Taylor, Matt Kallio |
| 2023. november 14. 19:00 | (24–32, 33–16, 30–32, 24–25) Jegyzőkönyv |           |                     | Spectrum Center, Charlotte Nézőszám: 15 673 Játékvezetők: Zach Zarba, Dedric Taylor, Matt Kallio |
| 2023. november 14. 19:00 | Jimmy Butler 32                          | Pont      | P. J. Washington 32 | Spectrum Center, Charlotte Nézőszám: 15 673 Játékvezetők: Zach Zarba, Dedric Taylor, Matt Kallio |
| 2023. november 14. 19:00 | Bam Adebayo 11                           | Lepattanó | Nick Richards 11    | Spectrum Center, Charlotte Nézőszám: 15 673 Játékvezetők: Zach Zarba, Dedric Taylor, Matt Kallio |
| 2023. november 14. 19:00 | Josh Richardson 6                        | Gólpassz  | LaMelo Ball 11      | Spectrum Center, Charlotte Nézőszám: 15 673 Játékvezetők: Zach Zarba, Dedric Taylor, Matt Kallio |

| 2023. november 17. 19:00 | Milwaukee Bucks                          | 130–99    | Charlotte Hornets | Spectrum Center, Charlotte Nézőszám: 19 258 Játékvezetők: Brian Forte, Jacyn Goble, Scott Wall |
| 2023. november 17. 19:00 | (28–37, 31–20, 33–24, 38–18) Jegyzőkönyv |           |                   | Spectrum Center, Charlotte Nézőszám: 19 258 Játékvezetők: Brian Forte, Jacyn Goble, Scott Wall |
| 2023. november 17. 19:00 | Damian Lillard 27                        | Pont      | LaMelo Ball 37    | Spectrum Center, Charlotte Nézőszám: 19 258 Játékvezetők: Brian Forte, Jacyn Goble, Scott Wall |
| 2023. november 17. 19:00 | Jánisz Antetokúnmpó 8                    | Lepattanó | Mark Williams 16  | Spectrum Center, Charlotte Nézőszám: 19 258 Játékvezetők: Brian Forte, Jacyn Goble, Scott Wall |
| 2023. november 17. 19:00 | Jánisz Antetokúnmpó 9                    | Gólpassz  | LaMelo Ball 5     | Spectrum Center, Charlotte Nézőszám: 19 258 Játékvezetők: Brian Forte, Jacyn Goble, Scott Wall |

| 2023. november 17. 19:00 | New York Knicks                          | 120–99    | Washington Wizards | Capital One Arena, Washington Nézőszám: 16 886 Játékvezetők: Kevin Scott, Nick Buchert, John Conley |
| 2023. november 17. 19:00 | (35–25, 30–29, 24–30, 31–15) Jegyzőkönyv |           |                    | Capital One Arena, Washington Nézőszám: 16 886 Játékvezetők: Kevin Scott, Nick Buchert, John Conley |
| 2023. november 17. 19:00 | Jalen Brunson 32                         | Pont      | Kyle Kuzma 19      | Capital One Arena, Washington Nézőszám: 16 886 Játékvezetők: Kevin Scott, Nick Buchert, John Conley |
| 2023. november 17. 19:00 | Hartenstein, Robinson 8                  | Lepattanó | Daniel Gafford 7   | Capital One Arena, Washington Nézőszám: 16 886 Játékvezetők: Kevin Scott, Nick Buchert, John Conley |
| 2023. november 17. 19:00 | Julius Randle 8                          | Gólpassz  | Jones, Kuzma 5     | Capital One Arena, Washington Nézőszám: 16 886 Játékvezetők: Kevin Scott, Nick Buchert, John Conley |

| 2023. november 24. 19:30 | Miami Heat                               | 98–100    | New York Knicks  | Madison Square Garden, New York Nézőszám: 19 812 Játékvezetők: Josh Tiven, Brent Barnaky, Tom Washington |
| 2023. november 24. 19:30 | (28–25, 22–26, 37–20, 11–29) Jegyzőkönyv |           |                  | Madison Square Garden, New York Nézőszám: 19 812 Játékvezetők: Josh Tiven, Brent Barnaky, Tom Washington |
| 2023. november 24. 19:30 | Jimmy Butler 23                          | Pont      | Jalen Brunson 24 | Madison Square Garden, New York Nézőszám: 19 812 Játékvezetők: Josh Tiven, Brent Barnaky, Tom Washington |
| 2023. november 24. 19:30 | Bam Adebayo 12                           | Lepattanó | Hart, Randle 8   | Madison Square Garden, New York Nézőszám: 19 812 Játékvezetők: Josh Tiven, Brent Barnaky, Tom Washington |
| 2023. november 24. 19:30 | Jaime Jaquez Jr. 4                       | Gólpassz  | Julius Randle 7  | Madison Square Garden, New York Nézőszám: 19 812 Játékvezetők: Josh Tiven, Brent Barnaky, Tom Washington |

| 2023. november 24. 20:00 | Washington Wizards                       | 128–131   | Milwaukee Bucks   | Fiserv Forum, Milwaukee Nézőszám: 17 880 Játékvezetők: Sean Wright, Eric Dalen, Brandon Adair |
| 2023. november 24. 20:00 | (35–34, 26–26, 28–32, 39–39) Jegyzőkönyv |           |                   | Fiserv Forum, Milwaukee Nézőszám: 17 880 Játékvezetők: Sean Wright, Eric Dalen, Brandon Adair |
| 2023. november 24. 20:00 | Jordan Poole 26                          | Pont      | Brook Lopez 39    | Fiserv Forum, Milwaukee Nézőszám: 17 880 Játékvezetők: Sean Wright, Eric Dalen, Brandon Adair |
| 2023. november 24. 20:00 | Daniel Gafford 9                         | Lepattanó | Malik Beasley 11  | Fiserv Forum, Milwaukee Nézőszám: 17 880 Játékvezetők: Sean Wright, Eric Dalen, Brandon Adair |
| 2023. november 24. 20:00 | Jones, Poole 7                           | Gólpassz  | Damian Lillard 10 | Fiserv Forum, Milwaukee Nézőszám: 17 880 Játékvezetők: Sean Wright, Eric Dalen, Brandon Adair |

| 2023. november 28. 19:30 | Milwaukee Bucks                          | 131–124   | Miami Heat        | Kaseya Center, Miami Nézőszám: 19 691 Játékvezetők: David Guthrie, Jacyn Goble, Marat Kogut |
| 2023. november 28. 19:30 | (31–22, 28–40, 34–35, 38–27) Jegyzőkönyv |           |                   | Kaseya Center, Miami Nézőszám: 19 691 Játékvezetők: David Guthrie, Jacyn Goble, Marat Kogut |
| 2023. november 28. 19:30 | Jánisz Antetokúnmpo 33                   | Pont      | Bam Adebayo 31    | Kaseya Center, Miami Nézőszám: 19 691 Játékvezetők: David Guthrie, Jacyn Goble, Marat Kogut |
| 2023. november 28. 19:30 | J. Antetokúnmpo, Beasley 10              | Lepattanó | Adebayo, Love 10  | Kaseya Center, Miami Nézőszám: 19 691 Játékvezetők: David Guthrie, Jacyn Goble, Marat Kogut |
| 2023. november 28. 19:30 | Damian Lillard 9                         | Gólpassz  | Josh Richardson 7 | Kaseya Center, Miami Nézőszám: 19 691 Játékvezetők: David Guthrie, Jacyn Goble, Marat Kogut |

| 2023. november 28. 19:30 | Charlotte Hornets                        | 91–115    | New York Knicks  | Madison Square Garden, New York Nézőszám: 19 111 Játékvezetők: Courtney Kirkland, Brett Nansel, Matt Myers |
| 2023. november 28. 19:30 | (16–29, 28–24, 22–27, 25–35) Jegyzőkönyv |           |                  | Madison Square Garden, New York Nézőszám: 19 111 Játékvezetők: Courtney Kirkland, Brett Nansel, Matt Myers |
| 2023. november 28. 19:30 | Brandon Miller 18                        | Pont      | Julius Randle 25 | Madison Square Garden, New York Nézőszám: 19 111 Játékvezetők: Courtney Kirkland, Brett Nansel, Matt Myers |
| 2023. november 28. 19:30 | Mark Williams 12                         | Lepattanó | Julius Randle 20 | Madison Square Garden, New York Nézőszám: 19 111 Játékvezetők: Courtney Kirkland, Brett Nansel, Matt Myers |
| 2023. november 28. 19:30 | Gordon Hayward 6                         | Gólpassz  | Jalen Brunson 7  | Madison Square Garden, New York Nézőszám: 19 111 Játékvezetők: Courtney Kirkland, Brett Nansel, Matt Myers |

### Keleti C csoport
| Hely. | Csapat          | M | Gy | V | P+  | P–  | Pk  | Továbbjutás                                |         | BOS     | ORL     | BKN     | TOR     | CHI    |
| ----- | --------------- | - | -- | - | --- | --- | --- | ------------------------------------------ | ------- | ------- | ------- | ------- | ------- | ------ |
| 1.    | Boston Celtics  | 4 | 3  | 1 | 449 | 422 | +27 | Továbbjutott az egyenes kieséses szakaszba |         | —       | —       | 121–107 | —       | 124–97 |
| 2.    | Orlando Magic   | 4 | 3  | 1 | 446 | 424 | +22 |                                            |         | 113–96  | —       | —       | 126–107 | —      |
| 3.    | Brooklyn Nets   | 4 | 3  | 1 | 455 | 435 | +20 |                                            | —       | 124–104 | —       | 115–103 | —       |        |
| 4.    | Toronto Raptors | 4 | 1  | 3 | 436 | 457 | −21 |                                            | 105–108 | —       | —       | —       | 121–108 |        |
| 5.    | Chicago Bulls   | 4 | 0  | 4 | 409 | 457 | −48 |                                            | —       | 97–103  | 107–109 | —       | —       |        |

1. 1 2 3  Pontkülönbség használva, miután az egymás elleni eredmény nem tudott dönteni.

Minden időpont Eastern Time Zone szerint
| 2023. november 3. 20:00 | Brooklyn Nets                            | 109–107   | Chicago Bulls      | United Center, Chicago Nézőszám: 20 645 Játékvezetők: Josh Tiven, Ray Acosta, J. T. Orr |
| 2023. november 3. 20:00 | (35–30, 24–28, 19–22, 31–27) Jegyzőkönyv |           |                    | United Center, Chicago Nézőszám: 20 645 Játékvezetők: Josh Tiven, Ray Acosta, J. T. Orr |
| 2023. november 3. 20:00 | Dorian Finney-Smith 21                   | Pont      | DeRozan, LaVine 24 | United Center, Chicago Nézőszám: 20 645 Játékvezetők: Josh Tiven, Ray Acosta, J. T. Orr |
| 2023. november 3. 20:00 | Day’Ron Sharpe 10                        | Lepattanó | Nikola Vučević 13  | United Center, Chicago Nézőszám: 20 645 Játékvezetők: Josh Tiven, Ray Acosta, J. T. Orr |
| 2023. november 3. 20:00 | Spencer Dinwiddie 9                      | Gólpassz  | Zach LaVine 5      | United Center, Chicago Nézőszám: 20 645 Játékvezetők: Josh Tiven, Ray Acosta, J. T. Orr |

| 2023. november 10. 19:30 | Brooklyn Nets                            | 107–121   | Boston Celtics  | TD Garden, Boston Nézőszám: 19 156 Játékvezetők: Zach Zarba, Sean Corbin, Jason Goldenberg |
| 2023. november 10. 19:30 | (33–38, 21–28, 30–27, 23–28) Jegyzőkönyv |           |                 | TD Garden, Boston Nézőszám: 19 156 Játékvezetők: Zach Zarba, Sean Corbin, Jason Goldenberg |
| 2023. november 10. 19:30 | Lonnie Walker IV 20                      | Pont      | Jaylen Brown 28 | TD Garden, Boston Nézőszám: 19 156 Játékvezetők: Zach Zarba, Sean Corbin, Jason Goldenberg |
| 2023. november 10. 19:30 | Walker, Watford 7                        | Lepattanó | Jrue Holiday 12 | TD Garden, Boston Nézőszám: 19 156 Játékvezetők: Zach Zarba, Sean Corbin, Jason Goldenberg |
| 2023. november 10. 19:30 | Dennis Smith Jr. 7                       | Gólpassz  | Jrue Holiday 9  | TD Garden, Boston Nézőszám: 19 156 Játékvezetők: Zach Zarba, Sean Corbin, Jason Goldenberg |

| 2023. november 14. 19:30 | Orlando Magic                            | 104–124   | Brooklyn Nets        | Barclays Center, Brooklyn Nézőszám: 17 361 Játékvezetők: Tony Brothers, Marat Kogut, Evan Scott |
| 2023. november 14. 19:30 | (24–33, 36–24, 26–31, 18–36) Jegyzőkönyv |           |                      | Barclays Center, Brooklyn Nézőszám: 17 361 Játékvezetők: Tony Brothers, Marat Kogut, Evan Scott |
| 2023. november 14. 19:30 | Franz Wagner 21                          | Pont      | Spencer Dinwiddie 29 | Barclays Center, Brooklyn Nézőszám: 17 361 Játékvezetők: Tony Brothers, Marat Kogut, Evan Scott |
| 2023. november 14. 19:30 | Franz Wagner 8                           | Lepattanó | Day’Ron Sharpe 10    | Barclays Center, Brooklyn Nézőszám: 17 361 Játékvezetők: Tony Brothers, Marat Kogut, Evan Scott |
| 2023. november 14. 19:30 | Franz Wagner 5                           | Gólpassz  | Spencer Dinwiddie 9  | Barclays Center, Brooklyn Nézőszám: 17 361 Játékvezetők: Tony Brothers, Marat Kogut, Evan Scott |

| 2023. november 17. 19:30 | Boston Celtics                           | 108–105   | Toronto Raptors     | Scotiabank Arena, Toronto Nézőszám: 19 800 Játékvezetők: Tony Brothers, Lauren Holtkamp, Nate Green |
| 2023. november 17. 19:30 | (26–32, 39–17, 19–32, 24–24) Jegyzőkönyv |           |                     | Scotiabank Arena, Toronto Nézőszám: 19 800 Játékvezetők: Tony Brothers, Lauren Holtkamp, Nate Green |
| 2023. november 17. 19:30 | Jaylen Brown 23                          | Pont      | Schröder, Siakam 23 | Scotiabank Arena, Toronto Nézőszám: 19 800 Játékvezetők: Tony Brothers, Lauren Holtkamp, Nate Green |
| 2023. november 17. 19:30 | Kristaps Porziņģis 12                    | Lepattanó | Precious Achiuwa 9  | Scotiabank Arena, Toronto Nézőszám: 19 800 Játékvezetők: Tony Brothers, Lauren Holtkamp, Nate Green |
| 2023. november 17. 19:30 | Porziņģis, White 5                       | Gólpassz  | Barnes, Schröder 6  | Scotiabank Arena, Toronto Nézőszám: 19 800 Játékvezetők: Tony Brothers, Lauren Holtkamp, Nate Green |

| 2023. november 17. 20:00 | Orlando Magic                            | 103–97    | Chicago Bulls     | United Center, Chicago Nézőszám: 20 235 Játékvezetők: Tyler Ford, Karl Lane, Danielle Scott |
| 2023. november 17. 20:00 | (23–16, 25–17, 29–32, 26–32) Jegyzőkönyv |           |                   | United Center, Chicago Nézőszám: 20 235 Játékvezetők: Tyler Ford, Karl Lane, Danielle Scott |
| 2023. november 17. 20:00 | Franz Wagner 21                          | Pont      | Zach LaVine 34    | United Center, Chicago Nézőszám: 20 235 Játékvezetők: Tyler Ford, Karl Lane, Danielle Scott |
| 2023. november 17. 20:00 | Jonathan Isaac 9                         | Lepattanó | Nikola Vučević 10 | United Center, Chicago Nézőszám: 20 235 Játékvezetők: Tyler Ford, Karl Lane, Danielle Scott |
| 2023. november 17. 20:00 | Cole Anthony 7                           | Gólpassz  | Nikola Vučević 6  | United Center, Chicago Nézőszám: 20 235 Játékvezetők: Tyler Ford, Karl Lane, Danielle Scott |

| 2023. november 21. 19:00 | Toronto Raptors                          | 107–126   | Orlando Magic     | Amway Center, Orlando Nézőszám: 18 846 Játékvezetők: James Williams, J. T. Orr, Mousa Dagher |
| 2023. november 21. 19:00 | (23–30, 33–37, 26–33, 25–26) Jegyzőkönyv |           |                   | Amway Center, Orlando Nézőszám: 18 846 Játékvezetők: James Williams, J. T. Orr, Mousa Dagher |
| 2023. november 21. 19:00 | Dennis Schröder 24                       | Pont      | Paolo Banchero 25 | Amway Center, Orlando Nézőszám: 18 846 Játékvezetők: James Williams, J. T. Orr, Mousa Dagher |
| 2023. november 21. 19:00 | Jakob Pöltl 10                           | Lepattanó | Goga Bitadze 7    | Amway Center, Orlando Nézőszám: 18 846 Játékvezetők: James Williams, J. T. Orr, Mousa Dagher |
| 2023. november 21. 19:00 | Pascal Siakam 8                          | Gólpassz  | Cole Anthony 10   | Amway Center, Orlando Nézőszám: 18 846 Játékvezetők: James Williams, J. T. Orr, Mousa Dagher |

| 2023. november 24. 14:30 | Boston Celtics                           | 96–113    | Orlando Magic        | Amway Center, Orlando Nézőszám: 18 846 Játékvezetők: David Guthrie, JB DeRosa, Jason Goldenberg |
| 2023. november 24. 14:30 | (30–19, 26–29, 18–29, 22–36) Jegyzőkönyv |           |                      | Amway Center, Orlando Nézőszám: 18 846 Játékvezetők: David Guthrie, JB DeRosa, Jason Goldenberg |
| 2023. november 24. 14:30 | Jayson Tatum 26                          | Pont      | Moritz Wagner 27     | Amway Center, Orlando Nézőszám: 18 846 Játékvezetők: David Guthrie, JB DeRosa, Jason Goldenberg |
| 2023. november 24. 14:30 | Luke Kornet 6                            | Lepattanó | Paolo Banchero 8     | Amway Center, Orlando Nézőszám: 18 846 Játékvezetők: David Guthrie, JB DeRosa, Jason Goldenberg |
| 2023. november 24. 14:30 | Derrick White 4                          | Gólpassz  | Anthony, F. Wagner 6 | Amway Center, Orlando Nézőszám: 18 846 Játékvezetők: David Guthrie, JB DeRosa, Jason Goldenberg |

| 2023. november 24. 19:30 | Chicago Bulls                            | 108–121   | Toronto Raptors  | Scotiabank Arena, Toronto Nézőszám: 19 800 Játékvezetők: Kevin Scott, Natalie Sago, Evan Scott |
| 2023. november 24. 19:30 | (22–36, 26–26, 29–31, 31–28) Jegyzőkönyv |           |                  | Scotiabank Arena, Toronto Nézőszám: 19 800 Játékvezetők: Kevin Scott, Natalie Sago, Evan Scott |
| 2023. november 24. 19:30 | Zach LaVine 36                           | Pont      | O.G. Anunoby 26  | Scotiabank Arena, Toronto Nézőszám: 19 800 Játékvezetők: Kevin Scott, Natalie Sago, Evan Scott |
| 2023. november 24. 19:30 | Nikola Vučević 8                         | Lepattanó | Barnes, Pöltl 10 | Scotiabank Arena, Toronto Nézőszám: 19 800 Játékvezetők: Kevin Scott, Natalie Sago, Evan Scott |
| 2023. november 24. 19:30 | Nikola Vučević 5                         | Gólpassz  | Pascal Siakam 8  | Scotiabank Arena, Toronto Nézőszám: 19 800 Játékvezetők: Kevin Scott, Natalie Sago, Evan Scott |

| 2023. november 28. 19:30 | Chicago Bulls                            | 97–124    | Boston Celtics  | TD Garden, Boston Nézőszám: 19 156 Játékvezetők: Josh Tiven, Justin Van Duyne, Michael Smith |
| 2023. november 28. 19:30 | (20–31, 30–38, 18–28, 29–27) Jegyzőkönyv |           |                 | TD Garden, Boston Nézőszám: 19 156 Játékvezetők: Josh Tiven, Justin Van Duyne, Michael Smith |
| 2023. november 28. 19:30 | DeRozan, White 19                        | Pont      | Jaylen Brown 30 | TD Garden, Boston Nézőszám: 19 156 Játékvezetők: Josh Tiven, Justin Van Duyne, Michael Smith |
| 2023. november 28. 19:30 | Nikola Vučević 8                         | Lepattanó | Sam Hauser 10   | TD Garden, Boston Nézőszám: 19 156 Játékvezetők: Josh Tiven, Justin Van Duyne, Michael Smith |
| 2023. november 28. 19:30 | DeMar DeRozan 6                          | Gólpassz  | Jrue Holiday 9  | TD Garden, Boston Nézőszám: 19 156 Játékvezetők: Josh Tiven, Justin Van Duyne, Michael Smith |

| 2023. november 28. 19:30 | Toronto Raptors                          | 103–115   | Brooklyn Nets        | Barclays Center, Brooklyn Nézőszám: 15 844 Játékvezetők: Ed Malloy, Ashley Moyer-Gleich, Matt Boland |
| 2023. november 28. 19:30 | (21–22, 23–30, 31–24, 28–39) Jegyzőkönyv |           |                      | Barclays Center, Brooklyn Nézőszám: 15 844 Játékvezetők: Ed Malloy, Ashley Moyer-Gleich, Matt Boland |
| 2023. november 28. 19:30 | Barnes, Siakam 17                        | Pont      | Spencer Dinwiddie 23 | Barclays Center, Brooklyn Nézőszám: 15 844 Játékvezetők: Ed Malloy, Ashley Moyer-Gleich, Matt Boland |
| 2023. november 28. 19:30 | Scottie Barnes 11                        | Lepattanó | Mikal Bridges 10     | Barclays Center, Brooklyn Nézőszám: 15 844 Játékvezetők: Ed Malloy, Ashley Moyer-Gleich, Matt Boland |
| 2023. november 28. 19:30 | Dennis Schröder 9                        | Gólpassz  | Spencer Dinwiddie 8  | Barclays Center, Brooklyn Nézőszám: 15 844 Játékvezetők: Ed Malloy, Ashley Moyer-Gleich, Matt Boland |

### Nyugati A csoport
| Hely. | Csapat                 | M | Gy | V | P+  | P–  | Pk  | Továbbjutás                                |        | LAL     | PHX     | UTA    | POR            | MEM     |
| ----- | ---------------------- | - | -- | - | --- | --- | --- | ------------------------------------------ | ------ | ------- | ------- | ------ | -------------- | ------- |
| 1.    | Los Angeles Lakers     | 4 | 4  | 0 | 494 | 420 | +74 | Továbbjutott az egyenes kieséses szakaszba |        | —       | —       | 131–99 | —              | 134–107 |
| 2.    | Phoenix Suns           | 4 | 3  | 1 | 480 | 446 | +34 | Továbbjutott az egyenes kieséses szakaszba |        | 119–122 | —       | —      | 120–107        | —       |
| 3.    | Utah Jazz              | 4 | 2  | 2 | 469 | 482 | −13 |                                            |        | —       | 128–131 | —      | 115–99         | —       |
| 4.    | Portland Trail Blazers | 4 | 1  | 3 | 416 | 455 | −39 |                                            | 95–107 | —       | —       | —      | 115–113 (h.u.) |         |
| 5.    | Memphis Grizzlies      | 4 | 0  | 4 | 430 | 486 | −56 |                                            | —      | 89–110  | 121–127 | —      | —              |         |

Minden időpont Eastern Time Zone szerint
| 2023. november 3. 22:00 | Memphis Grizzlies                               | 113–115 (h. u.) | Portland Trail Blazers | Moda Center, Portland Nézőszám: 18 592 Játékvezetők: James Capers, Brett Nansel, Andy Nagy |
| 2023. november 3. 22:00 | (26–33, 27–21, 24–22, 25–26, 11–13) Jegyzőkönyv |                 |                        | Moda Center, Portland Nézőszám: 18 592 Játékvezetők: James Capers, Brett Nansel, Andy Nagy |
| 2023. november 3. 22:00 | Desmond Bane 33                                 | Pont            | Jerami Grant 26        | Moda Center, Portland Nézőszám: 18 592 Játékvezetők: James Capers, Brett Nansel, Andy Nagy |
| 2023. november 3. 22:00 | Jaren Jackson Jr. 10                            | Lepattanó       | Deandre Ayton 12       | Moda Center, Portland Nézőszám: 18 592 Játékvezetők: James Capers, Brett Nansel, Andy Nagy |
| 2023. november 3. 22:00 | Desmond Bane 7                                  | Gólpassz        | Malcolm Brogdon 10     | Moda Center, Portland Nézőszám: 18 592 Játékvezetők: James Capers, Brett Nansel, Andy Nagy |

| 2023. november 10. 20:00 | Utah Jazz                                | 127–121   | Memphis Grizzlies  | FedExForum, Memphis Nézőszám: 16 977 Játékvezetők: Karl Lane, John Butler, Derrick Collins |
| 2023. november 10. 20:00 | (34–32, 42–31, 27–32, 24–26) Jegyzőkönyv |           |                    | FedExForum, Memphis Nézőszám: 16 977 Játékvezetők: Karl Lane, John Butler, Derrick Collins |
| 2023. november 10. 20:00 | Clarkson, Markkanen 26                   | Pont      | Desmond Bane 37    | FedExForum, Memphis Nézőszám: 16 977 Játékvezetők: Karl Lane, John Butler, Derrick Collins |
| 2023. november 10. 20:00 | Kelly Olynyk 8                           | Lepattanó | Bismack Biyombo 14 | FedExForum, Memphis Nézőszám: 16 977 Játékvezetők: Karl Lane, John Butler, Derrick Collins |
| 2023. november 10. 20:00 | Keyonte George 11                        | Gólpassz  | Bane, Gilyard 8    | FedExForum, Memphis Nézőszám: 16 977 Játékvezetők: Karl Lane, John Butler, Derrick Collins |

| 2023. november 10. 22:00 | Los Angeles Lakers                       | 122–119   | Phoenix Suns            | Footprint Center, Phoenix Nézőszám: 17 071 Játékvezetők: Kevin Scott, Jacyn Goble, Eric Dalen |
| 2023. november 10. 22:00 | (25–34, 30–29, 34–33, 33–23) Jegyzőkönyv |           |                         | Footprint Center, Phoenix Nézőszám: 17 071 Játékvezetők: Kevin Scott, Jacyn Goble, Eric Dalen |
| 2023. november 10. 22:00 | LeBron James 32                          | Pont      | Kevin Durant 38         | Footprint Center, Phoenix Nézőszám: 17 071 Játékvezetők: Kevin Scott, Jacyn Goble, Eric Dalen |
| 2023. november 10. 22:00 | Davis, James 11                          | Lepattanó | Allen, Durant, Nurkić 9 | Footprint Center, Phoenix Nézőszám: 17 071 Játékvezetők: Kevin Scott, Jacyn Goble, Eric Dalen |
| 2023. november 10. 22:00 | D’Angelo Russell 9                       | Gólpassz  | Jusuf Nurkić 7          | Footprint Center, Phoenix Nézőszám: 17 071 Játékvezetők: Kevin Scott, Jacyn Goble, Eric Dalen |

| 2023. november 14. 21:00 | Portland Trail Blazers                   | 99–115    | Utah Jazz          | Delta Center, Salt Lake City Nézőszám: 18 206 Játékvezetők: Marc Davis, Brent Barnaky, John Conley |
| 2023. november 14. 21:00 | (28–36, 30–31, 28–28, 13–20) Jegyzőkönyv |           |                    | Delta Center, Salt Lake City Nézőszám: 18 206 Játékvezetők: Marc Davis, Brent Barnaky, John Conley |
| 2023. november 14. 21:00 | Jerami Grant 26                          | Pont      | Jordan Clarkson 30 | Delta Center, Salt Lake City Nézőszám: 18 206 Játékvezetők: Marc Davis, Brent Barnaky, John Conley |
| 2023. november 14. 21:00 | Deandre Ayton 10                         | Lepattanó | Kelly Olynyk 12    | Delta Center, Salt Lake City Nézőszám: 18 206 Játékvezetők: Marc Davis, Brent Barnaky, John Conley |
| 2023. november 14. 21:00 | Skylar Mays 10                           | Gólpassz  | George, Sexton 7   | Delta Center, Salt Lake City Nézőszám: 18 206 Játékvezetők: Marc Davis, Brent Barnaky, John Conley |

| 2023. november 14. 22:30 | Memphis Grizzlies                        | 107–134   | Los Angeles Lakers  | Crypto.com Arena, Los Angeles Nézőszám: 18 430 Játékvezetők: Ben Taylor, Ray Acosta, Sha’Rae Mitchell |
| 2023. november 14. 22:30 | (26–37, 25–37, 35–33, 21–27) Jegyzőkönyv |           |                     | Crypto.com Arena, Los Angeles Nézőszám: 18 430 Játékvezetők: Ben Taylor, Ray Acosta, Sha’Rae Mitchell |
| 2023. november 14. 22:30 | Santi Aldama 24                          | Pont      | D’Angelo Russell 24 | Crypto.com Arena, Los Angeles Nézőszám: 18 430 Játékvezetők: Ben Taylor, Ray Acosta, Sha’Rae Mitchell |
| 2023. november 14. 22:30 | Bismack Biyombo 8                        | Lepattanó | Austin Reaves 12    | Crypto.com Arena, Los Angeles Nézőszám: 18 430 Játékvezetők: Ben Taylor, Ray Acosta, Sha’Rae Mitchell |
| 2023. november 14. 22:30 | John Konchar 6                           | Gólpassz  | Austin Reaves 7     | Crypto.com Arena, Los Angeles Nézőszám: 18 430 Játékvezetők: Ben Taylor, Ray Acosta, Sha’Rae Mitchell |

| 2023. november 17. 22:00 | Phoenix Suns                             | 131–128   | Utah Jazz          | Delta Center, Salt Lake City Nézőszám: 18 206 Játékvezetők: Bill Kennedy, Michael Smith, Phenizee Ransom |
| 2023. november 17. 22:00 | (41–38, 34–37, 27–24, 29–29) Jegyzőkönyv |           |                    | Delta Center, Salt Lake City Nézőszám: 18 206 Játékvezetők: Bill Kennedy, Michael Smith, Phenizee Ransom |
| 2023. november 17. 22:00 | Kevin Durant 38                          | Pont      | Jordan Clarkson 37 | Delta Center, Salt Lake City Nézőszám: 18 206 Játékvezetők: Bill Kennedy, Michael Smith, Phenizee Ransom |
| 2023. november 17. 22:00 | Kevin Durant 9                           | Lepattanó | John Collins 14    | Delta Center, Salt Lake City Nézőszám: 18 206 Játékvezetők: Bill Kennedy, Michael Smith, Phenizee Ransom |
| 2023. november 17. 22:00 | Devin Booker 15                          | Gólpassz  | Kelly Olynyk 7     | Delta Center, Salt Lake City Nézőszám: 18 206 Játékvezetők: Bill Kennedy, Michael Smith, Phenizee Ransom |

| 2023. november 17. 22:00 | Los Angeles Lakers                       | 107–95    | Portland Trail Blazers | Moda Center, Portland Nézőszám: 18 570 Játékvezetők: Josh Tiven, Scott Twardoski, Jonathan Sterling |
| 2023. november 17. 22:00 | (30–23, 30–27, 22–25, 25–20) Jegyzőkönyv |           |                        | Moda Center, Portland Nézőszám: 18 570 Játékvezetők: Josh Tiven, Scott Twardoski, Jonathan Sterling |
| 2023. november 17. 22:00 | LeBron James 35                          | Pont      | Jerami Grant 24        | Moda Center, Portland Nézőszám: 18 570 Játékvezetők: Josh Tiven, Scott Twardoski, Jonathan Sterling |
| 2023. november 17. 22:00 | Anthony Davis 14                         | Lepattanó | Deandre Ayton 12       | Moda Center, Portland Nézőszám: 18 570 Játékvezetők: Josh Tiven, Scott Twardoski, Jonathan Sterling |
| 2023. november 17. 22:00 | LeBron James 9                           | Gólpassz  | Skylar Mays 8          | Moda Center, Portland Nézőszám: 18 570 Játékvezetők: Josh Tiven, Scott Twardoski, Jonathan Sterling |

| 2023. november 21. 21:00 | Portland Trail Blazers                   | 107–120   | Phoenix Suns    | Footprint Center, Phoenix Nézőszám: 17 071 Játékvezetők: Sean Wright, Justin Van Duyne, Che Flores |
| 2023. november 21. 21:00 | (21–34, 30–22, 31–38, 25–26) Jegyzőkönyv |           |                 | Footprint Center, Phoenix Nézőszám: 17 071 Játékvezetők: Sean Wright, Justin Van Duyne, Che Flores |
| 2023. november 21. 21:00 | Jerami Grant 26                          | Pont      | Kevin Durant 31 | Footprint Center, Phoenix Nézőszám: 17 071 Játékvezetők: Sean Wright, Justin Van Duyne, Che Flores |
| 2023. november 21. 21:00 | Deandre Ayton 8                          | Lepattanó | Jusuf Nurkić 12 | Footprint Center, Phoenix Nézőszám: 17 071 Játékvezetők: Sean Wright, Justin Van Duyne, Che Flores |
| 2023. november 21. 21:00 | Jerami Grant 6                           | Gólpassz  | Kevin Durant 9  | Footprint Center, Phoenix Nézőszám: 17 071 Játékvezetők: Sean Wright, Justin Van Duyne, Che Flores |

| 2023. november 21. 22:00 | Utah Jazz                                | 99–131    | Los Angeles Lakers | Crypto.com Arena, Los Angeles Nézőszám: 18 997 Játékvezetők: Courtney Kirkland, Kevin Cutler, Evan Scott |
| 2023. november 21. 22:00 | (17–32, 24–30, 34–40, 24–29) Jegyzőkönyv |           |                    | Crypto.com Arena, Los Angeles Nézőszám: 18 997 Játékvezetők: Courtney Kirkland, Kevin Cutler, Evan Scott |
| 2023. november 21. 22:00 | Ömer Yurtseven 18                        | Pont      | Anthony Davis 26   | Crypto.com Arena, Los Angeles Nézőszám: 18 997 Játékvezetők: Courtney Kirkland, Kevin Cutler, Evan Scott |
| 2023. november 21. 22:00 | Lauri Markkanen 8                        | Lepattanó | Anthony Davis 16   | Crypto.com Arena, Los Angeles Nézőszám: 18 997 Játékvezetők: Courtney Kirkland, Kevin Cutler, Evan Scott |
| 2023. november 21. 22:00 | Talen Horton-Tucker 7                    | Gólpassz  | LeBron James 9     | Crypto.com Arena, Los Angeles Nézőszám: 18 997 Játékvezetők: Courtney Kirkland, Kevin Cutler, Evan Scott |

| 2023. november 24. 17:00 | Phoenix Suns                             | 110–89    | Memphis Grizzlies   | FedExForum, Memphis Nézőszám: 17 794 Játékvezetők: Ben Taylor, Michael Smith, Inte Hvang |
| 2023. november 24. 17:00 | (29–27, 33–22, 19–24, 29–16) Jegyzőkönyv |           |                     | FedExForum, Memphis Nézőszám: 17 794 Játékvezetők: Ben Taylor, Michael Smith, Inte Hvang |
| 2023. november 24. 17:00 | Devin Booker 40                          | Pont      | Santi Aldama 21     | FedExForum, Memphis Nézőszám: 17 794 Játékvezetők: Ben Taylor, Michael Smith, Inte Hvang |
| 2023. november 24. 17:00 | Jusuf Nurkić 10                          | Lepattanó | Jaren Jackson Jr. 7 | FedExForum, Memphis Nézőszám: 17 794 Játékvezetők: Ben Taylor, Michael Smith, Inte Hvang |
| 2023. november 24. 17:00 | Jusuf Nurkić 6                           | Gólpassz  | Desmond Bane 10     | FedExForum, Memphis Nézőszám: 17 794 Játékvezetők: Ben Taylor, Michael Smith, Inte Hvang |

### Nyugati B csoport
| Hely. | Csapat               | M | Gy | V | P+  | P–  | Pk  | Továbbjutás                                |         | NOP     | HOU     | DAL     | DEN     | LAC |
| ----- | -------------------- | - | -- | - | --- | --- | --- | ------------------------------------------ | ------- | ------- | ------- | ------- | ------- | --- |
| 1.    | New Orleans Pelicans | 4 | 3  | 1 | 463 | 430 | +33 | Továbbjutott az egyenes kieséses szakaszba |         | —       | —       | 131–110 | 115–110 | —   |
| 2.    | Houston Rockets      | 4 | 2  | 2 | 424 | 414 | +10 |                                            |         | 104–101 | —       | —       | 105–86  | —   |
| 3.    | Dallas Mavericks     | 4 | 2  | 2 | 489 | 497 | −8  |                                            | —       | 121–115 | —       | —       | 144–126 |     |
| 4.    | Denver Nuggets       | 4 | 2  | 2 | 432 | 442 | −10 |                                            | —       | —       | 125–114 | —       | 111–108 |     |
| 5.    | Los Angeles Clippers | 4 | 1  | 3 | 446 | 471 | −25 |                                            | 106–116 | 106–100 | —       | —       | —       |     |

1. 1 2 3  Pontkülönbség használva, miután az egymás elleni eredmény nem tudott dönteni.

Minden időpont Eastern Time Zone szerint
| 2023. november 3. 22:00 | Dallas Mavericks                         | 114–125   | Denver Nuggets  | Ball Arena, Denver Nézőszám: 19 729 Játékvezetők: Ed Malloy, Gediminas Petraitis, Scott Wall |
| 2023. november 3. 22:00 | (24–40, 31–30, 32–32, 27–23) Jegyzőkönyv |           |                 | Ball Arena, Denver Nézőszám: 19 729 Játékvezetők: Ed Malloy, Gediminas Petraitis, Scott Wall |
| 2023. november 3. 22:00 | Luka Dončić 34                           | Pont      | Nikola Jokić 33 | Ball Arena, Denver Nézőszám: 19 729 Játékvezetők: Ed Malloy, Gediminas Petraitis, Scott Wall |
| 2023. november 3. 22:00 | Luka Dončić 10                           | Lepattanó | Nikola Jokić 14 | Ball Arena, Denver Nézőszám: 19 729 Játékvezetők: Ed Malloy, Gediminas Petraitis, Scott Wall |
| 2023. november 3. 22:00 | Luka Dončić 8                            | Gólpassz  | Jamal Murray 13 | Ball Arena, Denver Nézőszám: 19 729 Játékvezetők: Ed Malloy, Gediminas Petraitis, Scott Wall |

| 2023. november 10. 20:00 | New Orleans Pelicans                     | 101–104   | Houston Rockets | Toyota Center, Houston Nézőszám: 16 236 Játékvezetők: Tyler Ford, Natalie Sago, Matt Boland |
| 2023. november 10. 20:00 | (31–26, 17–28, 31–16, 22–34) Jegyzőkönyv |           |                 | Toyota Center, Houston Nézőszám: 16 236 Játékvezetők: Tyler Ford, Natalie Sago, Matt Boland |
| 2023. november 10. 20:00 | Brandon Ingram 31                        | Pont      | Jalen Green 25  | Toyota Center, Houston Nézőszám: 16 236 Játékvezetők: Tyler Ford, Natalie Sago, Matt Boland |
| 2023. november 10. 20:00 | Dyson Daniels 10                         | Lepattanó | Eason, Şengün 8 | Toyota Center, Houston Nézőszám: 16 236 Játékvezetők: Tyler Ford, Natalie Sago, Matt Boland |
| 2023. november 10. 20:00 | Brandon Ingram 5                         | Gólpassz  | Fred VanVleet 8 | Toyota Center, Houston Nézőszám: 16 236 Játékvezetők: Tyler Ford, Natalie Sago, Matt Boland |

| 2023. november 10. 20:30 | Los Angeles Clippers                     | 126–144   | Dallas Mavericks     | American Airlines Center, Dallas Nézőszám: 20 377 Játékvezetők: Mark Lindsay, Tre Maddox, Michael Smith |
| 2023. november 10. 20:30 | (33–30, 18–47, 38–38, 37–29) Jegyzőkönyv |           |                      | American Airlines Center, Dallas Nézőszám: 20 377 Játékvezetők: Mark Lindsay, Tre Maddox, Michael Smith |
| 2023. november 10. 20:30 | Kawhi Leonard 26                         | Pont      | Luka Dončić 44       | American Airlines Center, Dallas Nézőszám: 20 377 Játékvezetők: Mark Lindsay, Tre Maddox, Michael Smith |
| 2023. november 10. 20:30 | Moussa Diabaté 10                        | Lepattanó | Derrick Jones Jr. 10 | American Airlines Center, Dallas Nézőszám: 20 377 Játékvezetők: Mark Lindsay, Tre Maddox, Michael Smith |
| 2023. november 10. 20:30 | Bones Hyland 6                           | Gólpassz  | Dončić, Exum 6       | American Airlines Center, Dallas Nézőszám: 20 377 Játékvezetők: Mark Lindsay, Tre Maddox, Michael Smith |

| 2023. november 14. 20:00 | Dallas Mavericks                         | 110–131   | New Orleans Pelicans | Smoothie King Center, New Orleans Nézőszám: 16 354 Játékvezetők: Kevin Scott, Lauren Holtkamp, Andy Nagy |
| 2023. november 14. 20:00 | (26–33, 28–37, 31–44, 25–17) Jegyzőkönyv |           |                      | Smoothie King Center, New Orleans Nézőszám: 16 354 Játékvezetők: Kevin Scott, Lauren Holtkamp, Andy Nagy |
| 2023. november 14. 20:00 | Hardaway, Irving 17                      | Pont      | Hawkins, Ingram 25   | Smoothie King Center, New Orleans Nézőszám: 16 354 Játékvezetők: Kevin Scott, Lauren Holtkamp, Andy Nagy |
| 2023. november 14. 20:00 | Dereck Lively II 9                       | Lepattanó | Brandon Ingram 9     | Smoothie King Center, New Orleans Nézőszám: 16 354 Játékvezetők: Kevin Scott, Lauren Holtkamp, Andy Nagy |
| 2023. november 14. 20:00 | Kyrie Irving 6                           | Gólpassz  | Brandon Ingram 7     | Smoothie King Center, New Orleans Nézőszám: 16 354 Játékvezetők: Kevin Scott, Lauren Holtkamp, Andy Nagy |

| 2023. november 14. 22:00 | Los Angeles Clippers                     | 108–111   | Denver Nuggets  | Ball Arena, Denver Nézőszám: 19 661 Játékvezetők: Josh Tiven, Natalie Sago, Matt Boland |
| 2023. november 14. 22:00 | (26–28, 26–32, 32–24, 24–27) Jegyzőkönyv |           |                 | Ball Arena, Denver Nézőszám: 19 661 Játékvezetők: Josh Tiven, Natalie Sago, Matt Boland |
| 2023. november 14. 22:00 | Paul George 35                           | Pont      | Nikola Jokić 32 | Ball Arena, Denver Nézőszám: 19 661 Játékvezetők: Josh Tiven, Natalie Sago, Matt Boland |
| 2023. november 14. 22:00 | Ivica Zubac 13                           | Lepattanó | Nikola Jokić 16 | Ball Arena, Denver Nézőszám: 19 661 Játékvezetők: Josh Tiven, Natalie Sago, Matt Boland |
| 2023. november 14. 22:00 | Terance Mann 5                           | Gólpassz  | Nikola Jokić 9  | Ball Arena, Denver Nézőszám: 19 661 Játékvezetők: Josh Tiven, Natalie Sago, Matt Boland |

| 2023. november 17. 20:00 | Denver Nuggets                           | 110–115   | New Orleans Pelicans | Smoothie King Center, New Orleans Nézőszám: 15 278 Játékvezetők: Marc Davis, Dedric Taylor, Derrick Collins |
| 2023. november 17. 20:00 | (28–36, 25–33, 33–26, 24–20) Jegyzőkönyv |           |                      | Smoothie King Center, New Orleans Nézőszám: 15 278 Játékvezetők: Marc Davis, Dedric Taylor, Derrick Collins |
| 2023. november 17. 20:00 | Nikola Jokić 26                          | Pont      | Zion Williamson 26   | Smoothie King Center, New Orleans Nézőszám: 15 278 Játékvezetők: Marc Davis, Dedric Taylor, Derrick Collins |
| 2023. november 17. 20:00 | Nikola Jokić 16                          | Lepattanó | Dyson Daniels 9      | Smoothie King Center, New Orleans Nézőszám: 15 278 Játékvezetők: Marc Davis, Dedric Taylor, Derrick Collins |
| 2023. november 17. 20:00 | Nikola Jokić 18                          | Gólpassz  | Brandon Ingram 8     | Smoothie King Center, New Orleans Nézőszám: 15 278 Játékvezetők: Marc Davis, Dedric Taylor, Derrick Collins |

| 2023. november 17. 22:30 | Houston Rockets                          | 100–106   | Los Angeles Clippers | Crypto.com Arena, Los Angeles Nézőszám: 19 370 Játékvezetők: Courtney Kirkland, Ashley Moyer-Gleich, Derek Richardson |
| 2023. november 17. 22:30 | (23–29, 27–19, 27–31, 23–27) Jegyzőkönyv |           |                      | Crypto.com Arena, Los Angeles Nézőszám: 19 370 Játékvezetők: Courtney Kirkland, Ashley Moyer-Gleich, Derek Richardson |
| 2023. november 17. 22:30 | Alperen Şengün 23                        | Pont      | Kawhi Leonard 26     | Crypto.com Arena, Los Angeles Nézőszám: 19 370 Játékvezetők: Courtney Kirkland, Ashley Moyer-Gleich, Derek Richardson |
| 2023. november 17. 22:30 | Şengün, VanVleet 8                       | Lepattanó | James Harden 9       | Crypto.com Arena, Los Angeles Nézőszám: 19 370 Játékvezetők: Courtney Kirkland, Ashley Moyer-Gleich, Derek Richardson |
| 2023. november 17. 22:30 | Fred VanVleet 10                         | Gólpassz  | James Harden 7       | Crypto.com Arena, Los Angeles Nézőszám: 19 370 Játékvezetők: Courtney Kirkland, Ashley Moyer-Gleich, Derek Richardson |

| 2023. november 24. 20:00 | Denver Nuggets                           | 105–86    | Houston Rockets  | Toyota Center, Houston Nézőszám: 18 055 Játékvezetők: Karl Lane, Jacyn Goble, Dannica Mosher |
| 2023. november 24. 20:00 | (19–29, 24–31, 26–24, 17–21) Jegyzőkönyv |           |                  | Toyota Center, Houston Nézőszám: 18 055 Játékvezetők: Karl Lane, Jacyn Goble, Dannica Mosher |
| 2023. november 24. 20:00 | Nikola Jokić 38                          | Pont      | Jalen Green 25   | Toyota Center, Houston Nézőszám: 18 055 Játékvezetők: Karl Lane, Jacyn Goble, Dannica Mosher |
| 2023. november 24. 20:00 | Nikola Jokić 19                          | Lepattanó | Şengün, Smith 14 | Toyota Center, Houston Nézőszám: 18 055 Játékvezetők: Karl Lane, Jacyn Goble, Dannica Mosher |
| 2023. november 24. 20:00 | Nikola Jokić 8                           | Gólpassz  | Fred VanVleet 11 | Toyota Center, Houston Nézőszám: 18 055 Játékvezetők: Karl Lane, Jacyn Goble, Dannica Mosher |

| 2023. november 24. 22:30 | New Orleans Pelicans                     | 116–106   | Los Angeles Clippers | Crypto.com Arena, Los Angeles Nézőszám: 19 370 Játékvezetők: Scott Foster, Scott Twardoski, Nate Green |
| 2023. november 24. 22:30 | (36–23, 20–32, 29–28, 31–23) Jegyzőkönyv |           |                      | Crypto.com Arena, Los Angeles Nézőszám: 19 370 Játékvezetők: Scott Foster, Scott Twardoski, Nate Green |
| 2023. november 24. 22:30 | Zion Williamson 32                       | Pont      | Paul George 34       | Crypto.com Arena, Los Angeles Nézőszám: 19 370 Játékvezetők: Scott Foster, Scott Twardoski, Nate Green |
| 2023. november 24. 22:30 | Daniels, Valančiūnas 8                   | Lepattanó | Paul George 8        | Crypto.com Arena, Los Angeles Nézőszám: 19 370 Játékvezetők: Scott Foster, Scott Twardoski, Nate Green |
| 2023. november 24. 22:30 | Daniels, Ingram, Williamson 5            | Gólpassz  | James Harden 10      | Crypto.com Arena, Los Angeles Nézőszám: 19 370 Játékvezetők: Scott Foster, Scott Twardoski, Nate Green |

| 2023. november 28. 20:30 | Houston Rockets                          | 115–121   | Dallas Mavericks | American Airlines Center, Dallas Nézőszám: 20 103 Játékvezetők: Scott Foster, Gediminas Petraitis, Natalie Sago |
| 2023. november 28. 20:30 | (22–29, 28–25, 38–30, 27–37) Jegyzőkönyv |           |                  | American Airlines Center, Dallas Nézőszám: 20 103 Játékvezetők: Scott Foster, Gediminas Petraitis, Natalie Sago |
| 2023. november 28. 20:30 | Alperen Şengün 31                        | Pont      | Luka Dončić 41   | American Airlines Center, Dallas Nézőszám: 20 103 Játékvezetők: Scott Foster, Gediminas Petraitis, Natalie Sago |
| 2023. november 28. 20:30 | Şengün, Smith 9                          | Lepattanó | Luka Dončić 9    | American Airlines Center, Dallas Nézőszám: 20 103 Játékvezetők: Scott Foster, Gediminas Petraitis, Natalie Sago |
| 2023. november 28. 20:30 | Fred VanVleet 12                         | Gólpassz  | Luka Dončić 9    | American Airlines Center, Dallas Nézőszám: 20 103 Játékvezetők: Scott Foster, Gediminas Petraitis, Natalie Sago |

### Nyugati C csoport
| Hely. | Csapat                 | M | Gy | V | P+  | P–  | Pk  | Továbbjutás                                |         | SAC     | MIN     | GSW     | OKC     | SAS |
| ----- | ---------------------- | - | -- | - | --- | --- | --- | ------------------------------------------ | ------- | ------- | ------- | ------- | ------- | --- |
| 1.    | Sacramento Kings       | 4 | 4  | 0 | 482 | 452 | +30 | Továbbjutott az egyenes kieséses szakaszba |         | —       | —       | 124–123 | 105–98  | —   |
| 2.    | Minnesota Timberwolves | 4 | 3  | 1 | 438 | 438 | 0   |                                            |         | 111–124 | —       | —       | 106–103 | —   |
| 3.    | Golden State Warriors  | 4 | 2  | 2 | 483 | 479 | +4  |                                            | —       | 101–104 | —       | —       | 118–112 |     |
| 4.    | Oklahoma City Thunder  | 4 | 1  | 3 | 463 | 439 | +24 |                                            | —       | —       | 139–141 | —       | 123–87  |     |
| 5.    | San Antonio Spurs      | 4 | 0  | 4 | 429 | 487 | −58 |                                            | 120–127 | 110–117 | —       | —       | —       |     |

Minden időpont Eastern Time Zone szerint
| 2023. november 3. 20:00 | Golden State Warriors                    | 141–139   | Oklahoma City Thunder | Paycom Center, Oklahoma City Nézőszám: 16 827 Játékvezetők: Mitchell Ervin, Nick Buchert, Che Flores |
| 2023. november 3. 20:00 | (38–33, 31–34, 37–39, 35–33) Jegyzőkönyv |           |                       | Paycom Center, Oklahoma City Nézőszám: 16 827 Játékvezetők: Mitchell Ervin, Nick Buchert, Che Flores |
| 2023. november 3. 20:00 | Stephen Curry 30                         | Pont      | Luguentz Dort 29      | Paycom Center, Oklahoma City Nézőszám: 16 827 Játékvezetők: Mitchell Ervin, Nick Buchert, Che Flores |
| 2023. november 3. 20:00 | Stephen Curry 8                          | Lepattanó | Chet Holmgren 8       | Paycom Center, Oklahoma City Nézőszám: 16 827 Játékvezetők: Mitchell Ervin, Nick Buchert, Che Flores |
| 2023. november 3. 20:00 | Chris Paul 13                            | Gólpassz  | Jalen Williams 8      | Paycom Center, Oklahoma City Nézőszám: 16 827 Játékvezetők: Mitchell Ervin, Nick Buchert, Che Flores |

| 2023. november 10. 20:00 | Minnesota Timberwolves                   | 117–110   | San Antonio Spurs      | Frost Bank Center, San Antonio Nézőszám: 18 354 Játékvezetők: Josh Tiven, Lauren Holtkamp, CJ Washington |
| 2023. november 10. 20:00 | (22–27, 34–27, 34–19, 27–37) Jegyzőkönyv |           |                        | Frost Bank Center, San Antonio Nézőszám: 18 354 Játékvezetők: Josh Tiven, Lauren Holtkamp, CJ Washington |
| 2023. november 10. 20:00 | Karl-Anthony Towns 29                    | Pont      | Vassell, Wembanyama 29 | Frost Bank Center, San Antonio Nézőszám: 18 354 Játékvezetők: Josh Tiven, Lauren Holtkamp, CJ Washington |
| 2023. november 10. 20:00 | Karl-Anthony Towns 12                    | Lepattanó | Victor Wembanyama 9    | Frost Bank Center, San Antonio Nézőszám: 18 354 Játékvezetők: Josh Tiven, Lauren Holtkamp, CJ Washington |
| 2023. november 10. 20:00 | Mike Conley Jr. 6                        | Gólpassz  | Collins, Sochan 5      | Frost Bank Center, San Antonio Nézőszám: 18 354 Játékvezetők: Josh Tiven, Lauren Holtkamp, CJ Washington |

| 2023. november 10. 22:00 | Oklahoma City Thunder                    | 98–105    | Sacramento Kings    | Golden 1 Center, Sacramento Nézőszám: 18 097 Játékvezetők: Ben Taylor, Aaron Smith, Ray Acosta |
| 2023. november 10. 22:00 | (20–34, 22–19, 28–22, 28–30) Jegyzőkönyv |           |                     | Golden 1 Center, Sacramento Nézőszám: 18 097 Játékvezetők: Ben Taylor, Aaron Smith, Ray Acosta |
| 2023. november 10. 22:00 | Shai Gilgeous-Alexander 33               | Pont      | Kevin Huerter 28    | Golden 1 Center, Sacramento Nézőszám: 18 097 Játékvezetők: Ben Taylor, Aaron Smith, Ray Acosta |
| 2023. november 10. 22:00 | Gilgeous-Alexander, Holmgren 7           | Lepattanó | Domantas Sabonis 12 | Golden 1 Center, Sacramento Nézőszám: 18 097 Játékvezetők: Ben Taylor, Aaron Smith, Ray Acosta |
| 2023. november 10. 22:00 | Shai Gilgeous-Alexander 6                | Gólpassz  | Domantas Sabonis 13 | Golden 1 Center, Sacramento Nézőszám: 18 097 Játékvezetők: Ben Taylor, Aaron Smith, Ray Acosta |

| 2023. november 14. 19:30 | San Antonio Spurs                        | 123–87    | Oklahoma City Thunder      | Paycom Center, Oklahoma City Nézőszám: 18 203 Játékvezetők: Curtis Blair, JB DeRosa, Phenizee Ransom |
| 2023. november 14. 19:30 | (25–28, 23–30, 18–33, 21–32) Jegyzőkönyv |           |                            | Paycom Center, Oklahoma City Nézőszám: 18 203 Játékvezetők: Curtis Blair, JB DeRosa, Phenizee Ransom |
| 2023. november 14. 19:30 | Champagnie, Collins 13                   | Pont      | Shai Gilgeous-Alexander 28 | Paycom Center, Oklahoma City Nézőszám: 18 203 Játékvezetők: Curtis Blair, JB DeRosa, Phenizee Ransom |
| 2023. november 14. 19:30 | Victor Wembanyama 14                     | Lepattanó | Giddey, Holmgren 7         | Paycom Center, Oklahoma City Nézőszám: 18 203 Játékvezetők: Curtis Blair, JB DeRosa, Phenizee Ransom |
| 2023. november 14. 19:30 | Devonte’ Graham 7                        | Gólpassz  | Josh Giddey 7              | Paycom Center, Oklahoma City Nézőszám: 18 203 Játékvezetők: Curtis Blair, JB DeRosa, Phenizee Ransom |

| 2023. november 14. 22:00 | Minnesota Timberwolves                   | 104–101   | Golden State Warriors | Chase Center, San Francisco Nézőszám: 18 064 Játékvezetők: Tyler Ford, Aaron Smith, Mousa Dagher |
| 2023. november 14. 22:00 | (22–30, 32–29, 22–24, 28–18) Jegyzőkönyv |           |                       | Chase Center, San Francisco Nézőszám: 18 064 Játékvezetők: Tyler Ford, Aaron Smith, Mousa Dagher |
| 2023. november 14. 22:00 | Karl-Anthony Towns 33                    | Pont      | Brandin Podziemski 23 | Chase Center, San Francisco Nézőszám: 18 064 Játékvezetők: Tyler Ford, Aaron Smith, Mousa Dagher |
| 2023. november 14. 22:00 | Rudy Gobert 13                           | Lepattanó | Kevon Looney 12       | Chase Center, San Francisco Nézőszám: 18 064 Játékvezetők: Tyler Ford, Aaron Smith, Mousa Dagher |
| 2023. november 14. 22:00 | Mike Conley Jr. 8                        | Gólpassz  | Brandin Podziemski 5  | Chase Center, San Francisco Nézőszám: 18 064 Játékvezetők: Tyler Ford, Aaron Smith, Mousa Dagher |

| 2023. november 17. 19:30 | Sacramento Kings                         | 127–120   | San Antonio Spurs     | Frost Bank Center, San Antonio Nézőszám: 18 354 Játékvezetők: James Williams, Brett Nansel, Mousa Dagher |
| 2023. november 17. 19:30 | (29–31, 33–31, 33–32, 34–26) Jegyzőkönyv |           |                       | Frost Bank Center, San Antonio Nézőszám: 18 354 Játékvezetők: James Williams, Brett Nansel, Mousa Dagher |
| 2023. november 17. 19:30 | De’Aaron Fox 43                          | Pont      | Zach Collins 28       | Frost Bank Center, San Antonio Nézőszám: 18 354 Játékvezetők: James Williams, Brett Nansel, Mousa Dagher |
| 2023. november 17. 19:30 | Domantas Sabonis 14                      | Lepattanó | Johnson, Wembanyama 9 | Frost Bank Center, San Antonio Nézőszám: 18 354 Játékvezetők: James Williams, Brett Nansel, Mousa Dagher |
| 2023. november 17. 19:30 | Malik Monk 8                             | Gólpassz  | Keldon Johnson 7      | Frost Bank Center, San Antonio Nézőszám: 18 354 Játékvezetők: James Williams, Brett Nansel, Mousa Dagher |

| 2023. november 24. 20:00 | Sacramento Kings                         | 124–111   | Minnesota Timberwolves | Target Center, Minneapolis Nézőszám: 18 024 Játékvezetők: Marc Davis, John Butler, Matt Kallio |
| 2023. november 24. 20:00 | (38–31, 32–33, 22–15, 32–32) Jegyzőkönyv |           |                        | Target Center, Minneapolis Nézőszám: 18 024 Játékvezetők: Marc Davis, John Butler, Matt Kallio |
| 2023. november 24. 20:00 | De’Aaron Fox 36                          | Pont      | Anthony Edwards 35     | Target Center, Minneapolis Nézőszám: 18 024 Játékvezetők: Marc Davis, John Butler, Matt Kallio |
| 2023. november 24. 20:00 | Domantas Sabonis 11                      | Lepattanó | Gobert, Towns 11       | Target Center, Minneapolis Nézőszám: 18 024 Játékvezetők: Marc Davis, John Butler, Matt Kallio |
| 2023. november 24. 20:00 | De’Aaron Fox 12                          | Gólpassz  | Mike Conley Jr. 9      | Target Center, Minneapolis Nézőszám: 18 024 Játékvezetők: Marc Davis, John Butler, Matt Kallio |

| 2023. november 24. 22:00 | San Antonio Spurs                        | 112–118   | Golden State Warriors | Chase Center, San Francisco Nézőszám: 18 064 Játékvezetők: Tony Brothers, Justin Van Duyne, Leon Wood |
| 2023. november 24. 22:00 | (35–32, 20–27, 26–27, 31–32) Jegyzőkönyv |           |                       | Chase Center, San Francisco Nézőszám: 18 064 Játékvezetők: Tony Brothers, Justin Van Duyne, Leon Wood |
| 2023. november 24. 22:00 | Devin Vassell 24                         | Pont      | Stephen Curry 35      | Chase Center, San Francisco Nézőszám: 18 064 Játékvezetők: Tony Brothers, Justin Van Duyne, Leon Wood |
| 2023. november 24. 22:00 | Keldon Johnson 12                        | Lepattanó | Looney, Šarić 8       | Chase Center, San Francisco Nézőszám: 18 064 Játékvezetők: Tony Brothers, Justin Van Duyne, Leon Wood |
| 2023. november 24. 22:00 | Zach Collins 6                           | Gólpassz  | Chris Paul 10         | Chase Center, San Francisco Nézőszám: 18 064 Játékvezetők: Tony Brothers, Justin Van Duyne, Leon Wood |

| 2023. november 28. 20:00 | Oklahoma City Thunder                    | 103–106   | Minnesota Timberwolves | Target Center, Minneapolis Nézőszám: 18 024 Játékvezetők: Ben Taylor, Scott Twardoski, Jenna Schroeder |
| 2023. november 28. 20:00 | (29–19, 32–34, 17–23, 25–30) Jegyzőkönyv |           |                        | Target Center, Minneapolis Nézőszám: 18 024 Játékvezetők: Ben Taylor, Scott Twardoski, Jenna Schroeder |
| 2023. november 28. 20:00 | Shai Gilgeous-Alexander 32               | Pont      | Anthony Edwards 21     | Target Center, Minneapolis Nézőszám: 18 024 Játékvezetők: Ben Taylor, Scott Twardoski, Jenna Schroeder |
| 2023. november 28. 20:00 | Chet Holmgren 8                          | Lepattanó | Rudy Gobert 16         | Target Center, Minneapolis Nézőszám: 18 024 Játékvezetők: Ben Taylor, Scott Twardoski, Jenna Schroeder |
| 2023. november 28. 20:00 | Chet Holmgren 6                          | Gólpassz  | Mike Conley Jr. 8      | Target Center, Minneapolis Nézőszám: 18 024 Játékvezetők: Ben Taylor, Scott Twardoski, Jenna Schroeder |

| 2023. november 28. 22:00 | Golden State Warriors                    | 123–124   | Sacramento Kings    | Golden 1 Center, Sacramento Nézőszám: 18 039 Játékvezetők: James Williams, Mitchell Ervin, J. T. Orr |
| 2023. november 28. 22:00 | (37–29, 35–26, 32–40, 19–29) Jegyzőkönyv |           |                     | Golden 1 Center, Sacramento Nézőszám: 18 039 Játékvezetők: James Williams, Mitchell Ervin, J. T. Orr |
| 2023. november 28. 22:00 | Curry, Wiggins 29                        | Pont      | De’Aaron Fox 29     | Golden 1 Center, Sacramento Nézőszám: 18 039 Játékvezetők: James Williams, Mitchell Ervin, J. T. Orr |
| 2023. november 28. 22:00 | Curry, Thompson 10                       | Lepattanó | De’Aaron Fox 10     | Golden 1 Center, Sacramento Nézőszám: 18 039 Játékvezetők: James Williams, Mitchell Ervin, J. T. Orr |
| 2023. november 28. 22:00 | Stephen Curry 6                          | Gólpassz  | Domantas Sabonis 10 | Golden 1 Center, Sacramento Nézőszám: 18 039 Játékvezetők: James Williams, Mitchell Ervin, J. T. Orr |

### Legjobb második helyezettek

#### Keleti főcsoport
| Hely. | Csapat              | M | Gy | V | P+  | P–  | Pk  | Továbbjutás                                |
| ----- | ------------------- | - | -- | - | --- | --- | --- | ------------------------------------------ |
| 1.    | New York Knicks     | 4 | 3  | 1 | 440 | 398 | +42 | Továbbjutott az egyenes kieséses szakaszba |
| 2.    | Cleveland Cavaliers | 4 | 3  | 1 | 474 | 445 | +29 |                                            |
| 3.    | Orlando Magic       | 4 | 3  | 1 | 446 | 424 | +22 |                                            |

#### Nyugati főcsoport
| Hely. | Csapat                 | M | Gy | V | P+  | P–  | Pk  | Továbbjutás                                |
| ----- | ---------------------- | - | -- | - | --- | --- | --- | ------------------------------------------ |
| 1.    | Phoenix Suns           | 4 | 3  | 1 | 480 | 446 | +34 | Továbbjutott az egyenes kieséses szakaszba |
| 2.    | Minnesota Timberwolves | 4 | 3  | 1 | 438 | 438 | 0   |                                            |
| 3.    | Houston Rockets        | 4 | 2  | 2 | 424 | 414 | +10 |                                            |

## Egyenes kieséses szakasz
Minden csoportgyőztes továbbjut az egyenes kieséses szakaszba, a legjobb második helyezett csapattal együtt. A negyeddöntőket a csapatok hazai pályáján fogják játszani december 4-én és 5-én, a csoportkör alatt legjobb teljesítményt felmutató csapatok lesznek a házigazdák. Az elődöntőt december 7-én, a döntőt pedig december 9-én rendezik meg, a Las Vegas-i T-Mobile Arenában.
A negyeddöntők és az elődöntők a csapatok alapszakaszi teljesítményébe is beleszámítanak, ezzel hatással vannak bajnoki helyezésükre.
A csapatok, amik nem jutnak be az egyenes kieséses szakaszba, a másik, azonos szakaszban kiesett csapatok ellen fognak játszani mérkőzéseket, hogy minden csapatnak legyen 82 lejátszott mérkőzése a szezonban.

### Továbbjutott csapatok
| Hely. | Csapat          | M | Gy | V | P+  | P–  | Pk  |
| ----- | --------------- | - | -- | - | --- | --- | --- |
| 1.    | Milwaukee Bucks | 4 | 4  | 0 | 502 | 456 | +46 |
| 2.    | Indiana Pacers  | 4 | 4  | 0 | 546 | 507 | +39 |
| 3.    | Boston Celtics  | 4 | 3  | 1 | 449 | 422 | +27 |
|       |                 |   |    |   |     |     |     |
| 4.    | New York Knicks | 4 | 3  | 1 | 440 | 398 | +42 |

| Hely. | Csapat               | M | Gy | V | P+  | P–  | Pk  |
| ----- | -------------------- | - | -- | - | --- | --- | --- |
| 1.    | Los Angeles Lakers   | 4 | 4  | 0 | 494 | 420 | +74 |
| 2.    | Sacramento Kings     | 4 | 4  | 0 | 482 | 452 | +30 |
| 3.    | New Orleans Pelicans | 4 | 3  | 1 | 463 | 430 | +33 |
|       |                      |   |    |   |     |     |     |
| 4.    | Phoenix Suns         | 4 | 3  | 1 | 480 | 446 | +34 |

### Ágrajz
|  | Negyeddöntő                                       | Negyeddöntő                             |                                         |     | Elődöntő | Elődöntő |  |  | Döntő | Döntő |
|  |                                                   |                                         |                                         |     |          |          |  |  |       |       |
|  | December 5. – Fiserv Forum, Milwaukee             |                                         |                                         |     |          |          |  |  |       |       |
|  |                                                   |                                         |                                         |     |          |          |  |  |       |       |
|  | Milwaukee Bucks                                   | 146                                     |                                         |     |          |          |  |  |       |       |
|  | Milwaukee Bucks                                   | 146                                     | December 7. – T-Mobile Arena, Las Vegas |     |          |          |  |  |       |       |
|  | New York Knicks                                   | 122                                     |                                         |     |          |          |  |  |       |       |
|  | New York Knicks                                   | 122                                     | Milwaukee Bucks                         | 119 |          |          |  |  |       |       |
|  | December 4. – Gainbridge Fieldhouse, Indianapolis |                                         | Milwaukee Bucks                         | 119 |          |          |  |  |       |       |
|  |                                                   | Indiana Pacers                          | 128                                     |     |          |          |  |  |       |       |
|  | Indiana Pacers                                    | Indiana Pacers                          | 128                                     | 122 |          |          |  |  |       |       |
|  | Indiana Pacers                                    |                                         | December 9. – T-Mobile Arena, Las Vegas | 122 |          |          |  |  |       |       |
|  | Boston Celtics                                    | 112                                     |                                         |     |          |          |  |  |       |       |
|  | Boston Celtics                                    | 112                                     | Indiana Pacers                          | 109 |          |          |  |  |       |       |
|  | December 5. – Crypto.com Arena, Los Angeles       |                                         | Indiana Pacers                          | 109 |          |          |  |  |       |       |
|  |                                                   | Los Angeles Lakers                      | 123                                     |     |          |          |  |  |       |       |
|  | Los Angeles Lakers                                | Los Angeles Lakers                      | 123                                     | 106 |          |          |  |  |       |       |
|  | Los Angeles Lakers                                | December 7. – T-Mobile Arena, Las Vegas |                                         | 106 |          |          |  |  |       |       |
|  | Phoenix Suns                                      | 103                                     |                                         |     |          |          |  |  |       |       |
|  | Phoenix Suns                                      | 103                                     | Los Angeles Lakers                      | 133 |          |          |  |  |       |       |
|  | December 4. – Golden 1 Center, Sacramento         |                                         | Los Angeles Lakers                      | 133 |          |          |  |  |       |       |
|  |                                                   | New Orleans Pelicans                    | 89                                      |     |          |          |  |  |       |       |
|  | Sacramento Kings                                  | New Orleans Pelicans                    | 89                                      | 117 |          |          |  |  |       |       |
|  | Sacramento Kings                                  |                                         |                                         | 117 |          |          |  |  |       |       |
|  | New Orleans Pelicans                              | 127                                     |                                         |     |          |          |  |  |       |       |
|  | New Orleans Pelicans                              | 127                                     |                                         |     |          |          |  |  |       |       |

### Negyeddöntők
| 2023. december 4. 19:30 | Boston Celtics                           | 112–122   | Indiana Pacers        | Gainbridge Fieldhouse, Indianapolis Nézőszám: 16 693 Játékvezetők: Marc Davis, Pat Fraher, Justin Van Duyne |
| 2023. december 4. 19:30 | (24–22, 31–26, 23–37, 34–37) Jegyzőkönyv |           |                       | Gainbridge Fieldhouse, Indianapolis Nézőszám: 16 693 Játékvezetők: Marc Davis, Pat Fraher, Justin Van Duyne |
| 2023. december 4. 19:30 | Jayson Tatum 32                          | Pont      | Tyrese Haliburton 26  | Gainbridge Fieldhouse, Indianapolis Nézőszám: 16 693 Játékvezetők: Marc Davis, Pat Fraher, Justin Van Duyne |
| 2023. december 4. 19:30 | Jayson Tatum 12                          | Lepattanó | Haliburton, Turner 10 | Gainbridge Fieldhouse, Indianapolis Nézőszám: 16 693 Játékvezetők: Marc Davis, Pat Fraher, Justin Van Duyne |
| 2023. december 4. 19:30 | Derrick White 8                          | Gólpassz  | Tyrese Haliburton 13  | Gainbridge Fieldhouse, Indianapolis Nézőszám: 16 693 Játékvezetők: Marc Davis, Pat Fraher, Justin Van Duyne |

| 2023. december 4. 22:00 | New Orleans Pelicans                     | 127–117   | Sacramento Kings    | Golden 1 Center, Sacramento Nézőszám: 18 048 Játékvezetők: Tony Brothers, Sean Wright, John Butler |
| 2023. december 4. 22:00 | (35–36, 34–25, 31–30, 27–26) Jegyzőkönyv |           |                     | Golden 1 Center, Sacramento Nézőszám: 18 048 Játékvezetők: Tony Brothers, Sean Wright, John Butler |
| 2023. december 4. 22:00 | Brandon Ingram 30                        | Pont      | De’Aaron Fox 30     | Golden 1 Center, Sacramento Nézőszám: 18 048 Játékvezetők: Tony Brothers, Sean Wright, John Butler |
| 2023. december 4. 22:00 | Jonas Valančiūnas 11                     | Lepattanó | Domantas Sabonis 13 | Golden 1 Center, Sacramento Nézőszám: 18 048 Játékvezetők: Tony Brothers, Sean Wright, John Butler |
| 2023. december 4. 22:00 | CJ McCollum 7                            | Gólpassz  | Domantas Sabonis 10 | Golden 1 Center, Sacramento Nézőszám: 18 048 Játékvezetők: Tony Brothers, Sean Wright, John Butler |

| 2023. december 5. 19:30 | New York Knicks                          | 122–146   | Milwaukee Bucks             | Fiserv Forum, Milwaukee Nézőszám: 17 448 Játékvezetők: Zach Zarba, Karl Lane, Natalie Sago |
| 2023. december 5. 19:30 | (35–37, 37–38, 24–37, 26–34) Jegyzőkönyv |           |                             | Fiserv Forum, Milwaukee Nézőszám: 17 448 Játékvezetők: Zach Zarba, Karl Lane, Natalie Sago |
| 2023. december 5. 19:30 | Julius Randle 41                         | Pont      | Jánisz Antetokúnmpo 35      | Fiserv Forum, Milwaukee Nézőszám: 17 448 Játékvezetők: Zach Zarba, Karl Lane, Natalie Sago |
| 2023. december 5. 19:30 | RJ Barrett 8                             | Lepattanó | J. Antetokúnmpo, B. Lopez 8 | Fiserv Forum, Milwaukee Nézőszám: 17 448 Játékvezetők: Zach Zarba, Karl Lane, Natalie Sago |
| 2023. december 5. 19:30 | Jalen Brunson 6                          | Gólpassz  | Jánisz Antetokúnmpo 10      | Fiserv Forum, Milwaukee Nézőszám: 17 448 Játékvezetők: Zach Zarba, Karl Lane, Natalie Sago |

| 2023. december 5. 22:00 | Phoenix Suns                             | 103–106   | Los Angeles Lakers | Crypto.com Arena, Los Angeles Nézőszám: 18 664 Játékvezetők: Josh Tiven, Eric Dalen, Tom Washington |
| 2023. december 5. 22:00 | (23–33, 24–26, 35–24, 21–23) Jegyzőkönyv |           |                    | Crypto.com Arena, Los Angeles Nézőszám: 18 664 Játékvezetők: Josh Tiven, Eric Dalen, Tom Washington |
| 2023. december 5. 22:00 | Kevin Durant 31                          | Pont      | LeBron James 31    | Crypto.com Arena, Los Angeles Nézőszám: 18 664 Játékvezetők: Josh Tiven, Eric Dalen, Tom Washington |
| 2023. december 5. 22:00 | Devin Booker 11                          | Lepattanó | Anthony Davis 15   | Crypto.com Arena, Los Angeles Nézőszám: 18 664 Játékvezetők: Josh Tiven, Eric Dalen, Tom Washington |
| 2023. december 5. 22:00 | Devin Booker 6                           | Gólpassz  | LeBron James 11    | Crypto.com Arena, Los Angeles Nézőszám: 18 664 Játékvezetők: Josh Tiven, Eric Dalen, Tom Washington |

### Elődöntők
| 2023. december 7. 17:00 | Indiana Pacers                           | 128–119   | Milwaukee Bucks        | T-Mobile Arena, Las Vegas Nézőszám: 16 837 Játékvezetők: James Williams, Gediminas Petraitis, JB DeRosa |
| 2023. december 7. 17:00 | (27–29, 36–22, 28–43, 37–25) Jegyzőkönyv |           |                        | T-Mobile Arena, Las Vegas Nézőszám: 16 837 Játékvezetők: James Williams, Gediminas Petraitis, JB DeRosa |
| 2023. december 7. 17:00 | Tyrese Haliburton 27                     | Pont      | Jánisz Antetokúnmpo 37 | T-Mobile Arena, Las Vegas Nézőszám: 16 837 Játékvezetők: James Williams, Gediminas Petraitis, JB DeRosa |
| 2023. december 7. 17:00 | Buddy Hield 11                           | Lepattanó | Jánisz Antetokúmnpo 10 | T-Mobile Arena, Las Vegas Nézőszám: 16 837 Játékvezetők: James Williams, Gediminas Petraitis, JB DeRosa |
| 2023. december 7. 17:00 | Tyrese Haliburton 15                     | Gólpassz  | Damian Lillard 7       | T-Mobile Arena, Las Vegas Nézőszám: 16 837 Játékvezetők: James Williams, Gediminas Petraitis, JB DeRosa |

| 2023. december 7. 21:00 | New Orleans Pelicans                     | 89–133    | Los Angeles Lakers | T-Mobile Arena, Las Vegas Nézőszám: 18 017 Játékvezetők: Scott Foster, Kevin Cutler, Ashley Moyer-Gleich |
| 2023. december 7. 21:00 | (30–29, 24–38, 17–43, 18–23) Jegyzőkönyv |           |                    | T-Mobile Arena, Las Vegas Nézőszám: 18 017 Játékvezetők: Scott Foster, Kevin Cutler, Ashley Moyer-Gleich |
| 2023. december 7. 21:00 | Trey Murphy III 14                       | Pont      | LeBron James 30    | T-Mobile Arena, Las Vegas Nézőszám: 18 017 Játékvezetők: Scott Foster, Kevin Cutler, Ashley Moyer-Gleich |
| 2023. december 7. 21:00 | Dyson Daniels 8                          | Lepattanó | Anthony Davis 15   | T-Mobile Arena, Las Vegas Nézőszám: 18 017 Játékvezetők: Scott Foster, Kevin Cutler, Ashley Moyer-Gleich |
| 2023. december 7. 21:00 | Brandon Ingram 7                         | Gólpassz  | LeBron James 8     | T-Mobile Arena, Las Vegas Nézőszám: 18 017 Játékvezetők: Scott Foster, Kevin Cutler, Ashley Moyer-Gleich |

## Döntő
| 2023. december 9. 20:30 | Indiana Pacers                           | 109–123   | Los Angeles Lakers | T-Mobile Arena, Las Vegas Nézőszám: 19 021 Játékvezetők: David Guthrie, Tyler Ford, Mitchell Ervin |
| 2023. december 9. 20:30 | (29–34, 31–31, 22–25, 27–33) Jegyzőkönyv |           |                    | T-Mobile Arena, Las Vegas Nézőszám: 19 021 Játékvezetők: David Guthrie, Tyler Ford, Mitchell Ervin |
| 2023. december 9. 20:30 | Haliburton, Mathurin 20                  | Pont      | Anthony Davis 41   | T-Mobile Arena, Las Vegas Nézőszám: 19 021 Játékvezetők: David Guthrie, Tyler Ford, Mitchell Ervin |
| 2023. december 9. 20:30 | Myles Turner 7                           | Lepattanó | Anthony Davis 20   | T-Mobile Arena, Las Vegas Nézőszám: 19 021 Játékvezetők: David Guthrie, Tyler Ford, Mitchell Ervin |
| 2023. december 9. 20:30 | Tyrese Haliburton 11                     | Gólpassz  | D’Angelo Russell 7 | T-Mobile Arena, Las Vegas Nézőszám: 19 021 Játékvezetők: David Guthrie, Tyler Ford, Mitchell Ervin |